# Biserica fortificată din Cristian, Sibiu

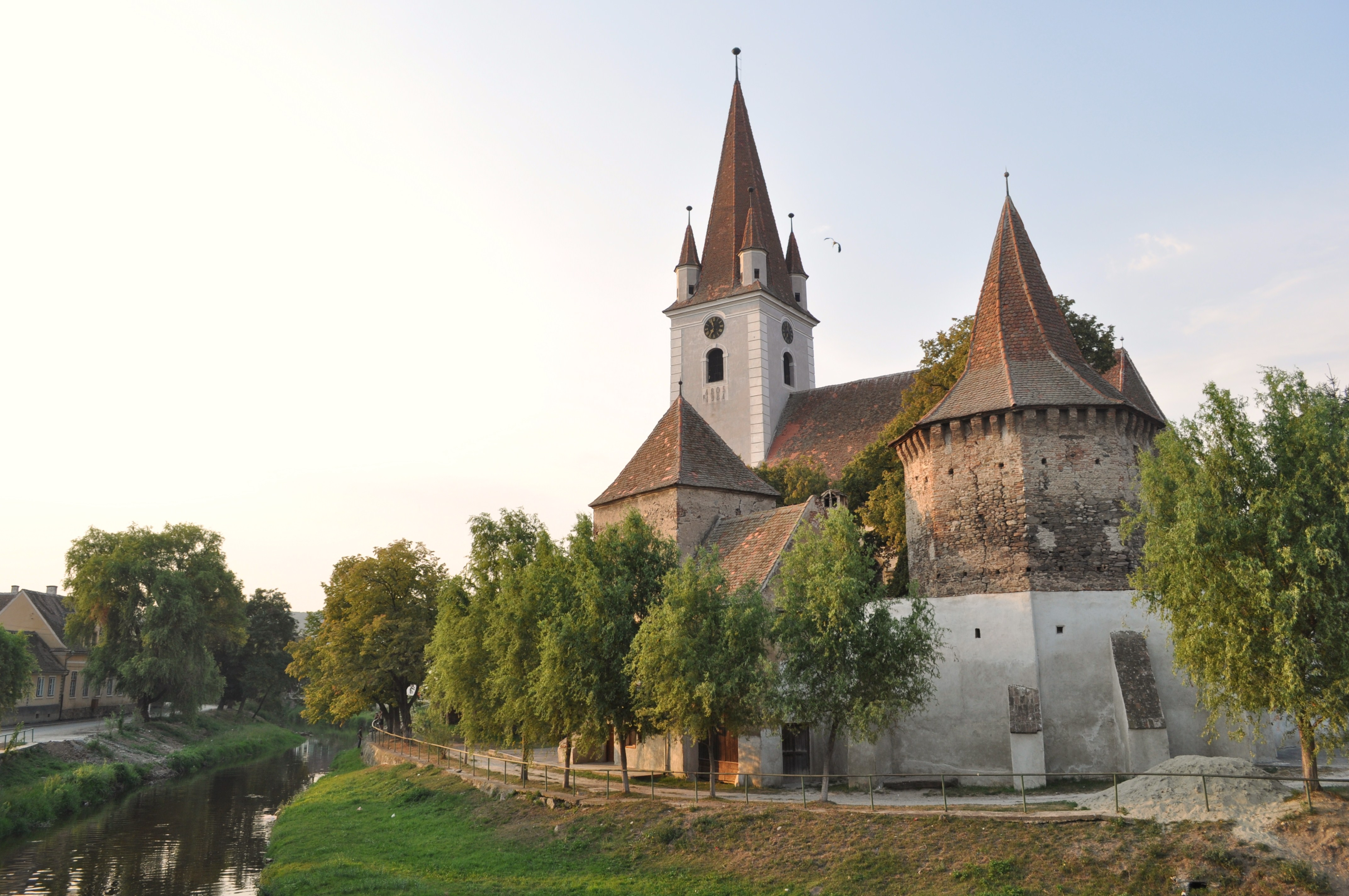
Biserica evanghelică fortificată din Cristian, județul Sibiu, foto: august 2011.

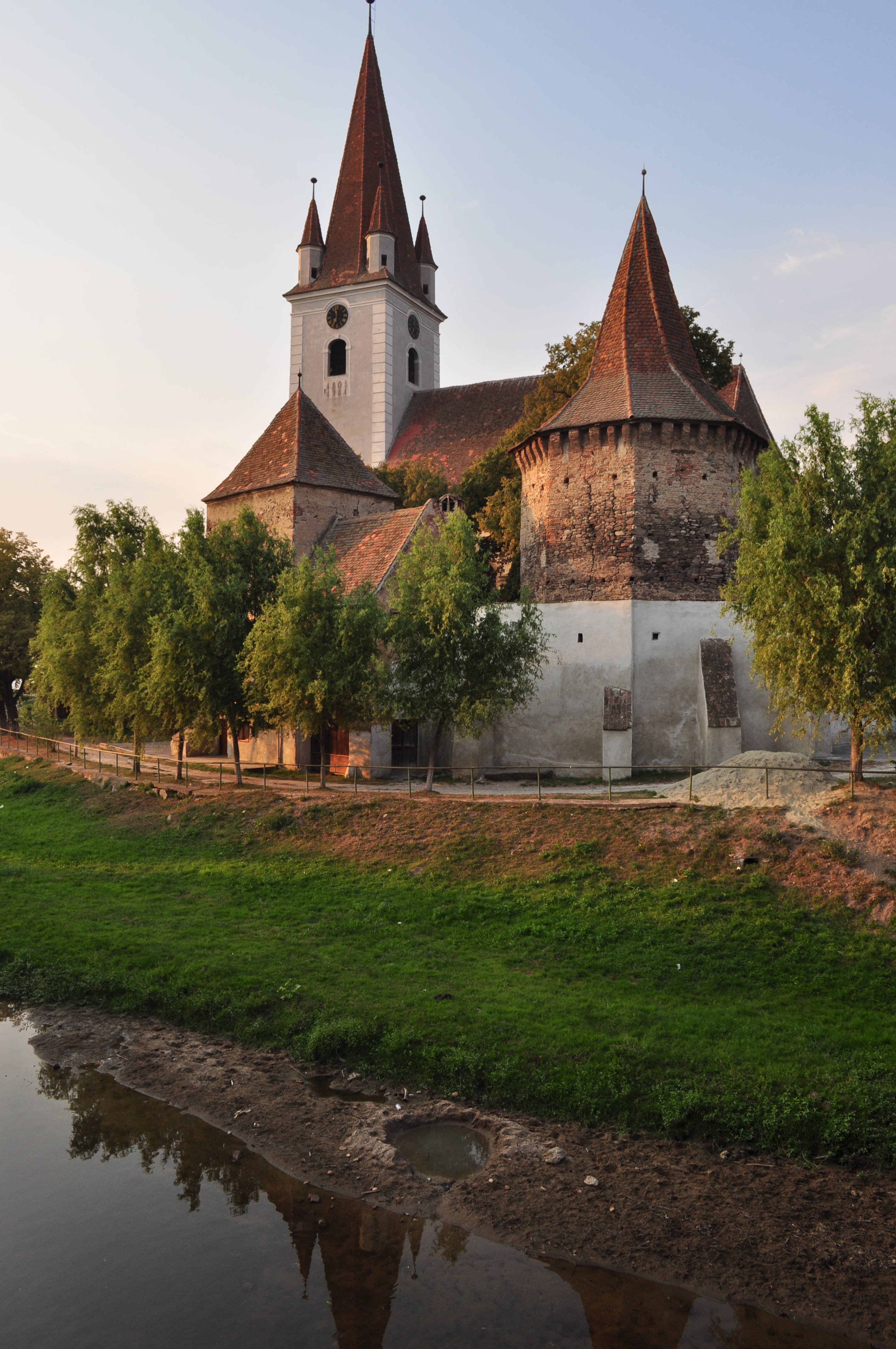
Biserica evanghelică fortificată din Cristian, județul Sibiu, foto: august 2011.

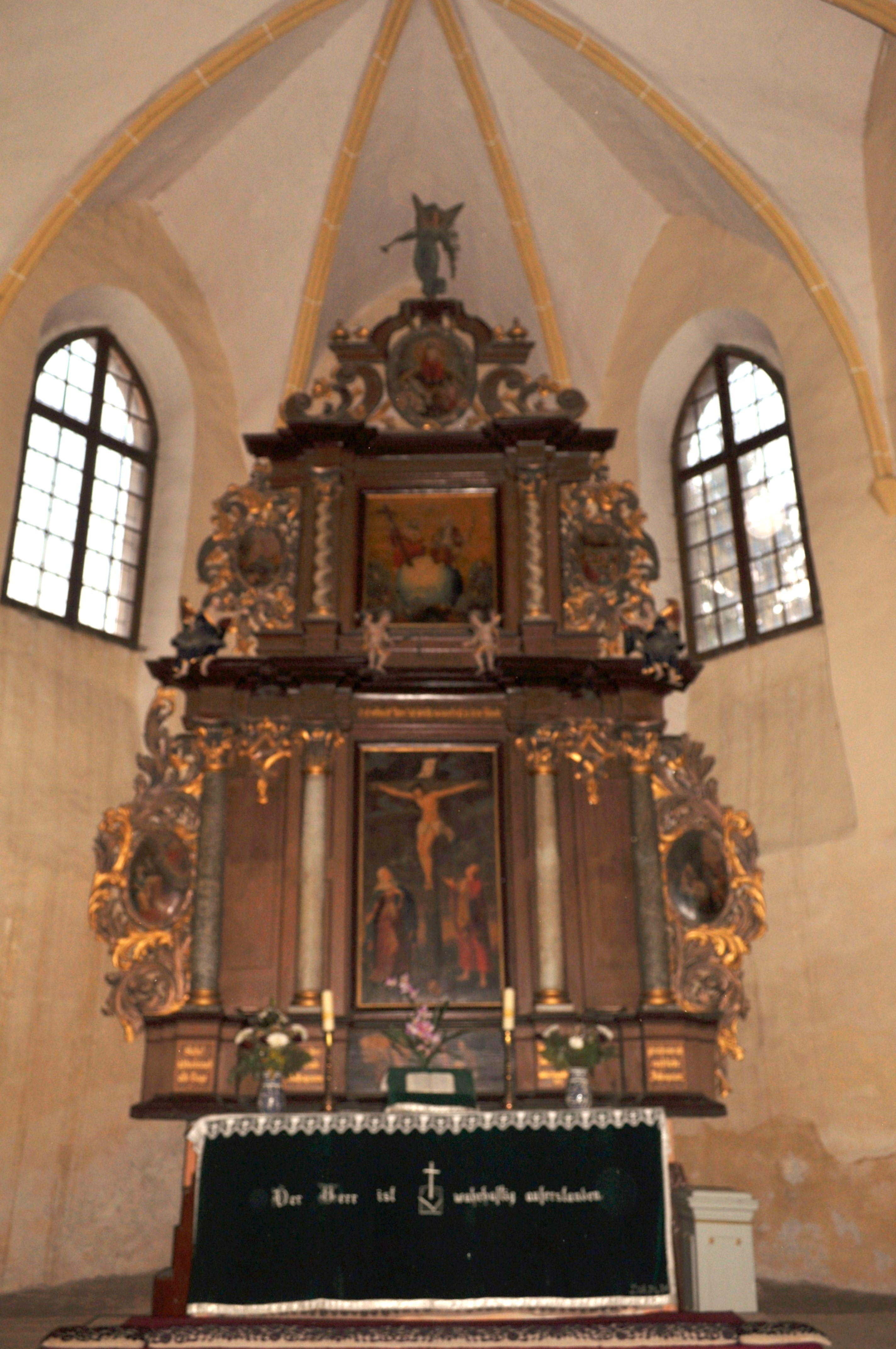
Altarul principal

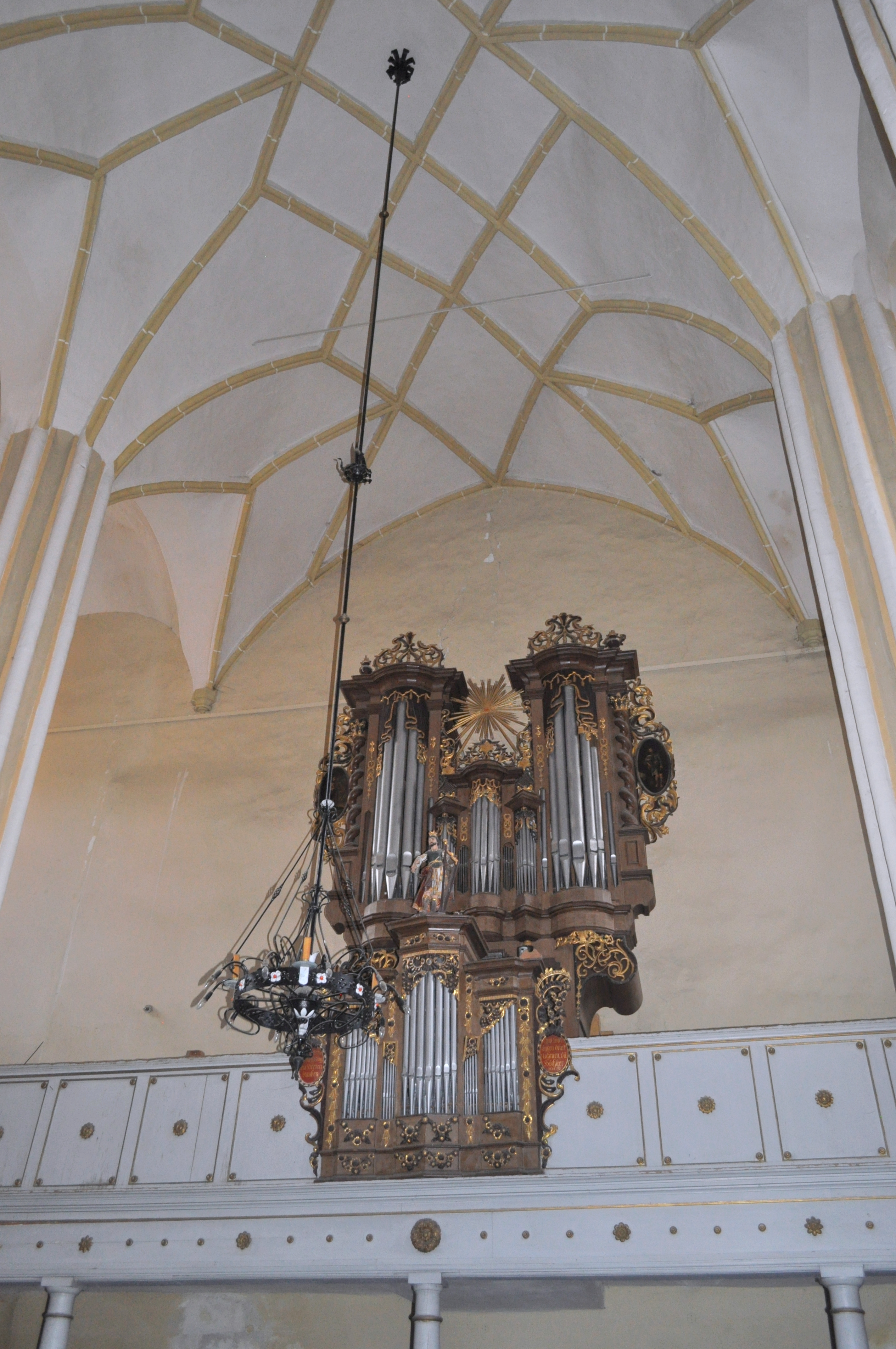
Orga

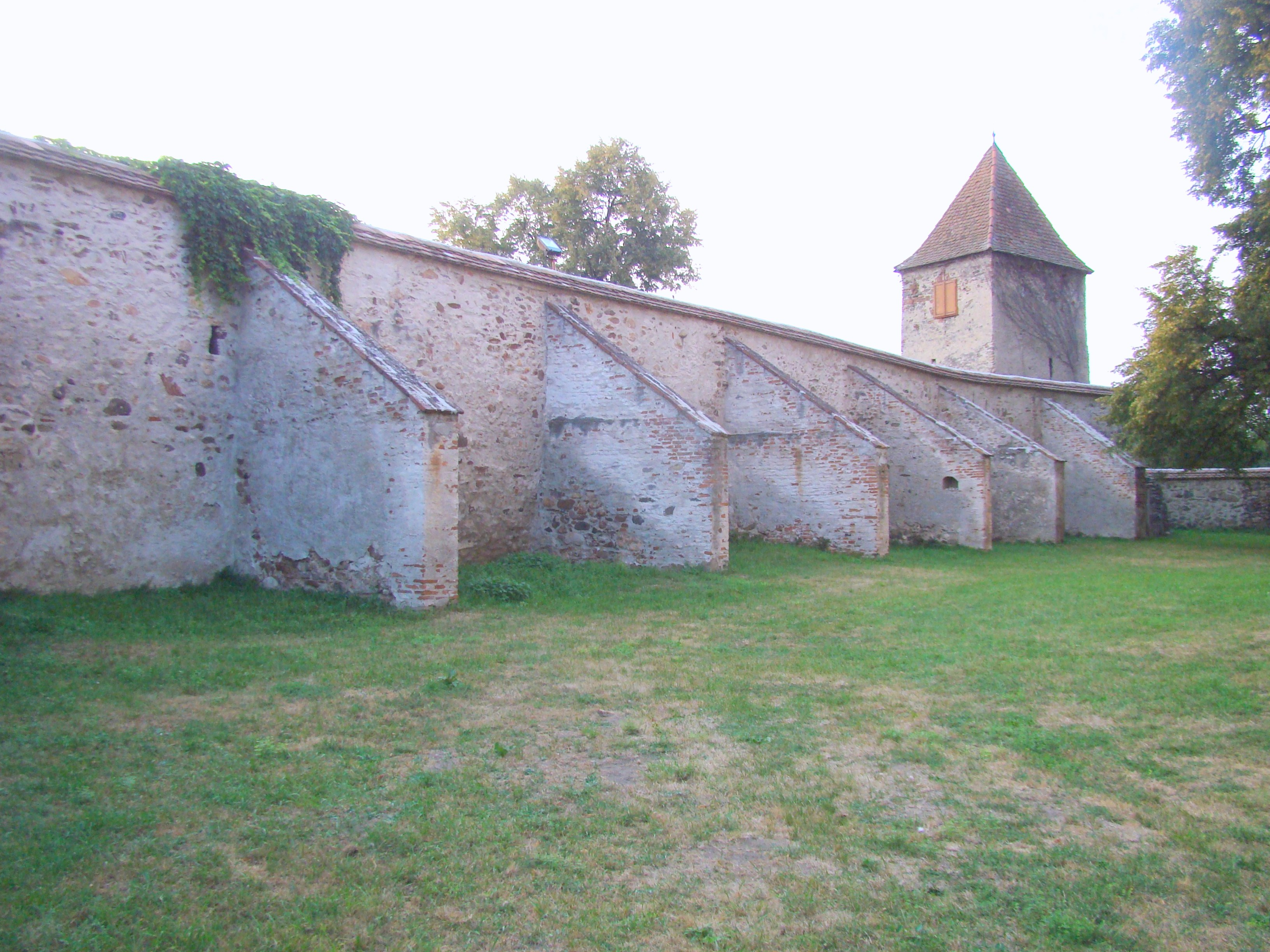
Fortificația

Biserica evanghelică fortificată din Cristian, județul Sibiu, a fost construită în secolul al XIII-lea ca biserică romano-catolică cu hramul Sfântul Servatius, primul episcop de Maastricht. Figurează pe lista monumentelor istorice 2010, cod LMI SB-II-a-A-12369, cu următoarele obiective:
- Biserica evanghelică fortificată, secolul al XIII-lea, 1480-1495 (transformată), sec. XVIII (cod LMI SB-II-m-A-12369.01);
- Incintă fortificată interioară (fragmente), cca. 1500 (cod LMI SB-II-m-A-12369.02 - );
- Turnul Octogonal, cca. 1580 (cod LMI SB-II-m-A-12369.03);
- Incintă fortificată exterioară, cca. 1500 (cod LMI SB-II-m-A-12369.04);
- Zwingerele cu casa parohială evanghelică, cca. 1550 (cod LMI SB-II-m-A-12369.05).

## Localitatea
Cristian (în germană Großau, în maghiară Kereszténysziget, în latină Insula Cristiani) este satul de reședință al comunei cu același nume din județul Sibiu, Transilvania, România. Se află la altitudinea de 444 m.
Prima atestare documentară în anul 1223, sub denumirea latină Insula Christana. Se presupune că localitatea a fost colonizată la cererea regelui Géza al II-lea al Ungariei, în cursul primului val de colonizări, între 1141-1161.
În 1493 localitatea a fost incendiată de năvălitorii turci. În perioada 1472-1498 a avut loc transformarea bazilicii romanice într-o biserică gotică cu trei nave. Nava principală are lungimea de 18,3m și lățimea de 17,5m, corul principal are lungimea de 15,5m și lățimea de 8,4m. Coama acoperișului se înalță la 28,4m, respectiv 26,3 m.

## Istoric și trăsături
Biserica fortificată din Cristian a fost construită pe locul unei bazilici romanice purtând hramul Sf. Servatius. Se mai păstrează câteva părți originale din secolul al XIII-lea, și anume: etajele de jos ale clopotniței cu tribuna de la etaj, câteva travee cu bolți în cruce din nava laterală de nord și urmele ferestrelor semicirculare ale navei centrale, astupate ulterior.
După mijlocul secolului al XIV-lea partea de est a monumentului a fost extinsă cu un cor gotic flancat de altare laterale.
Spațiul central are trei travee, iar cele laterale au câte două travee și o înălțime ceva mai redusă.
Către sfârșitul secolului al XV-lea s-au reconstruit navele, realizându-se o hală amplă cu patru travee. Noua biserică hală în stilul goticului târziu a fost terminată în anul 1495. Din 1480 s-a păstrat un contract cu meșterul sibian Andreas Lapicida, referitor la lucrările de pietrărie.
Probabil că în secolul al XIII-lea biserica a fost înconjurată de o curtină simplă, pentru ca în jurul anului 1500 să fie transformtă într-o cetate puternică, la care fortificația este o incintă dublă ce urmează un traiect pentagonal neregulat și este întărită cu turnuri. Distanța păstrată între cele două ziduri este de 3 m.
În jurul anului 1550 a fost construită o incintă secundară, situată la N de incinta principală, iar în anul 1580 a fost construit turnul mare octogonal. Există opinia că acest turn ar fi fost la origine o veche capelă, transformată abia în secolul al XVI-lea, după reforma protestantă. 
În colțul de SE al casei parohiale, orientat spre incinta secundară, se mai păstrază un amvon de ciumă, din care preotul predica în vremuri de epidemii credincioșilor adunați în aer liber.

## Imagini din exterior

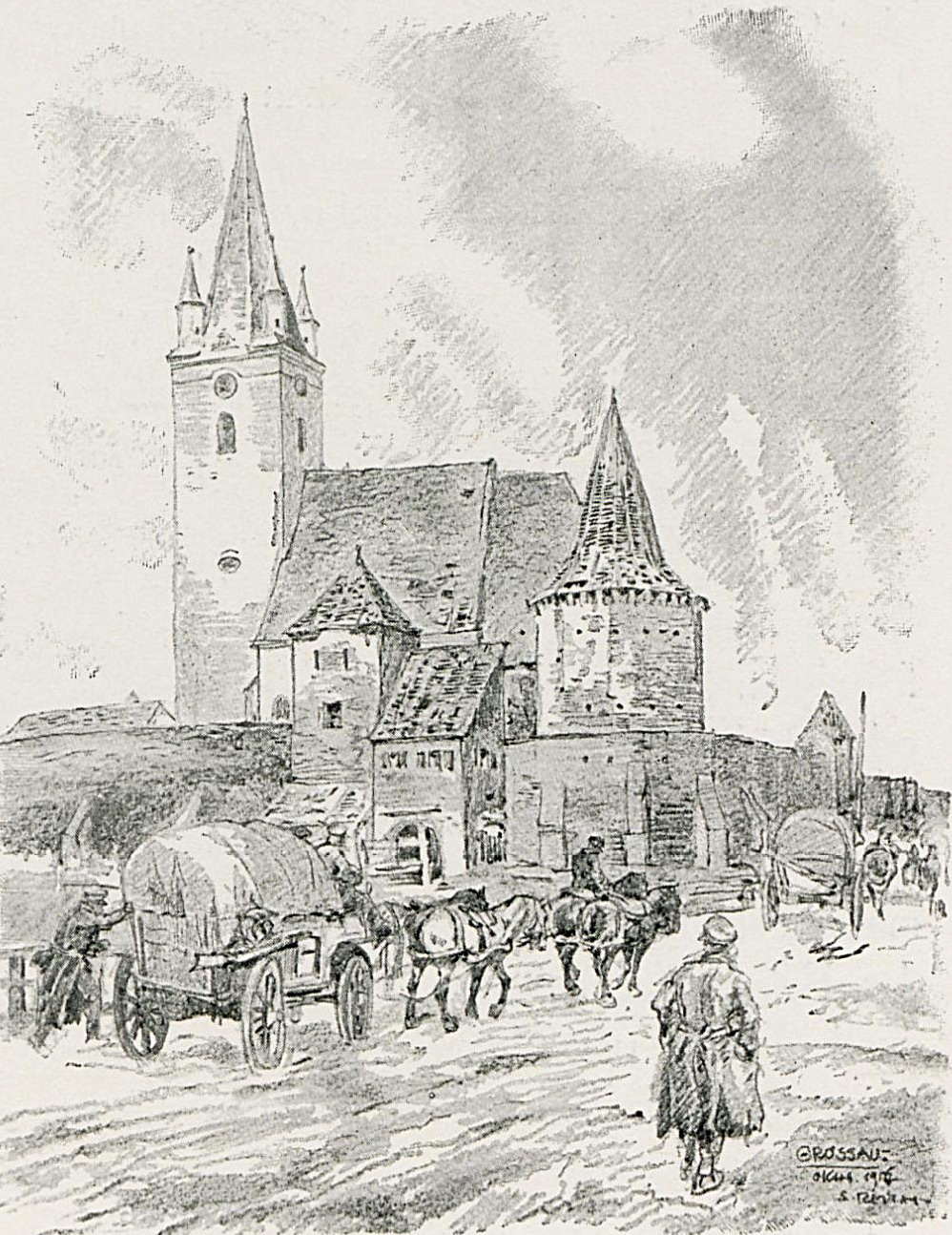
Gravură de Albert Reich, 1916
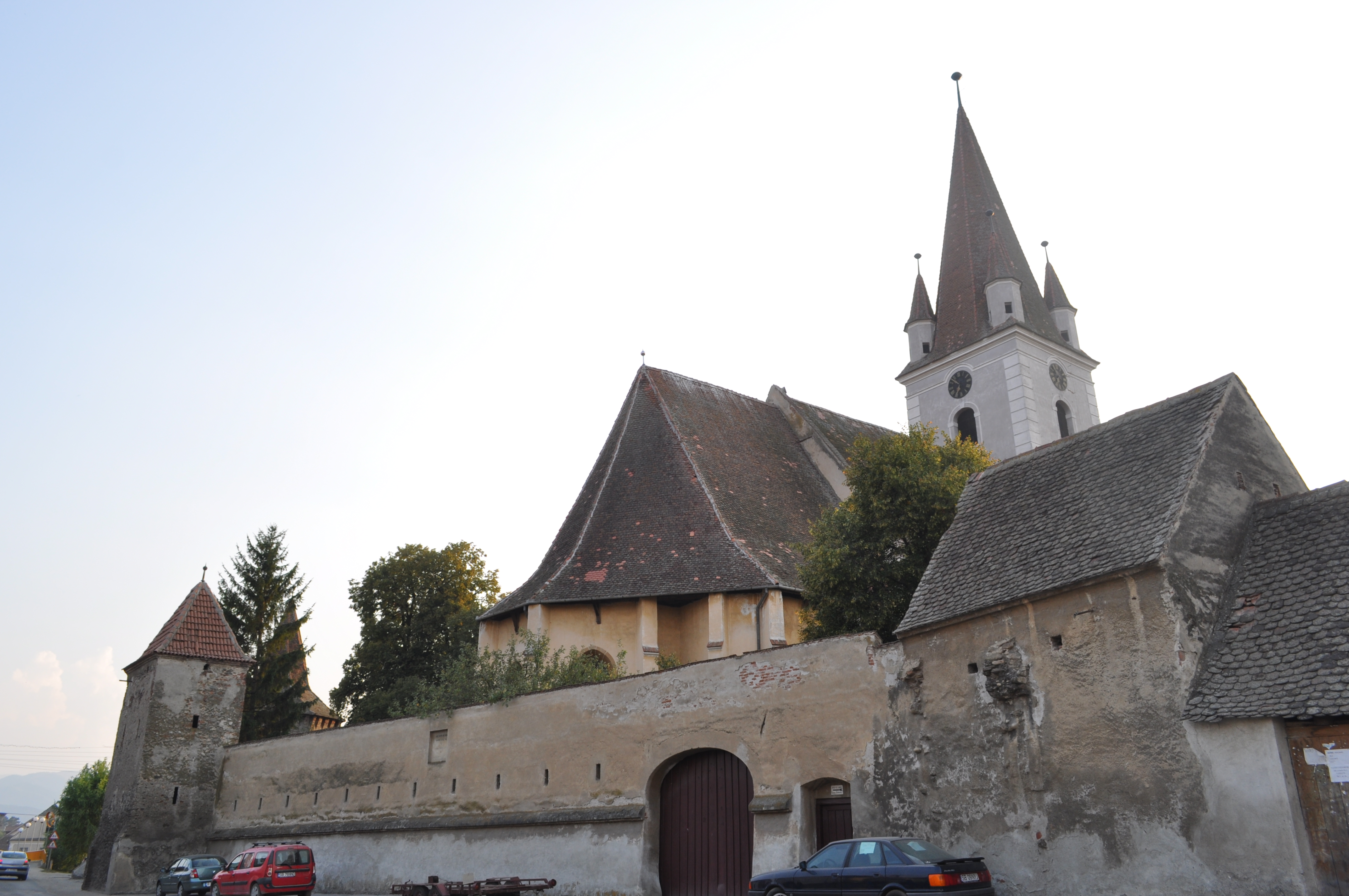
Ansamblul bisericii evanghelice fortificate
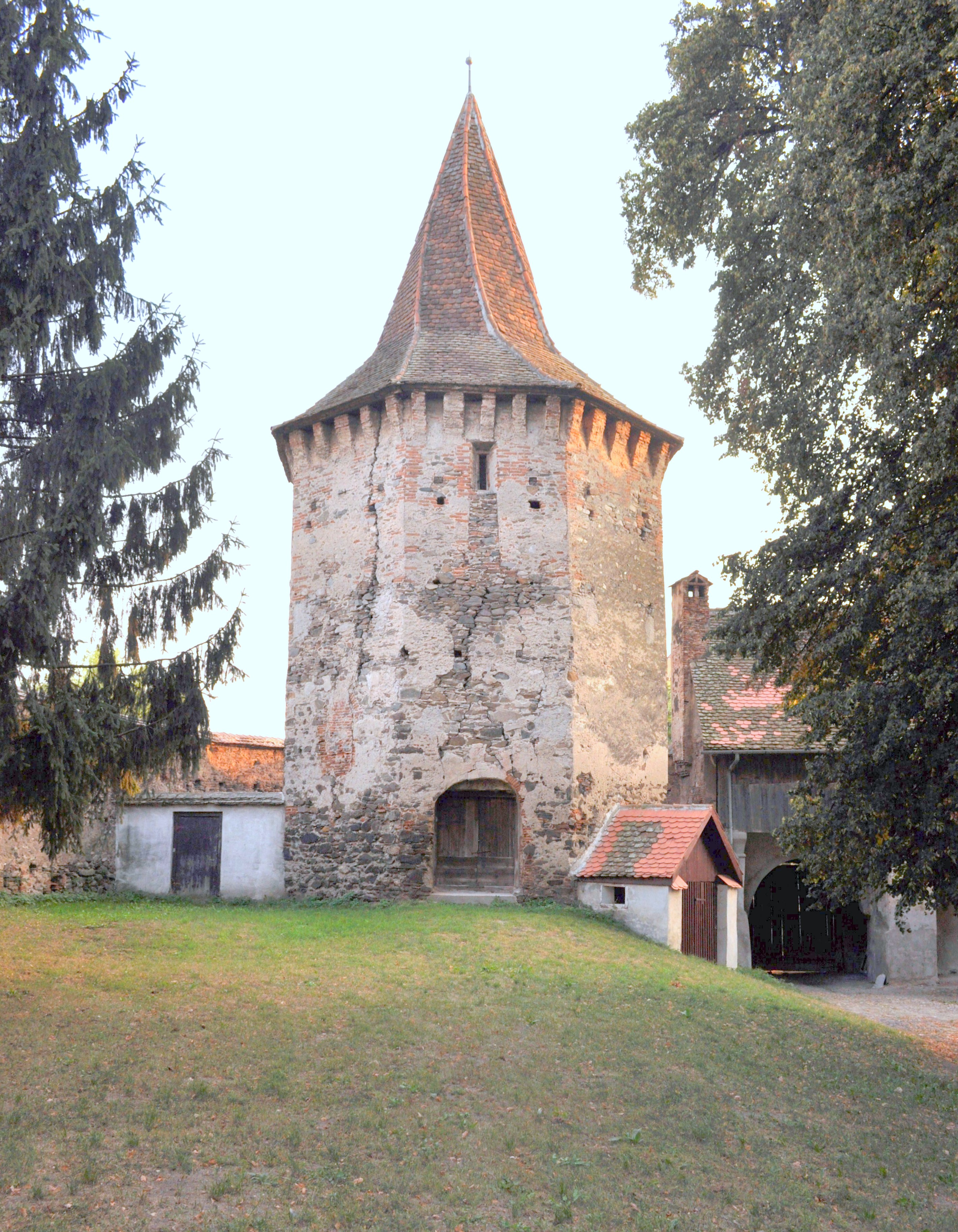
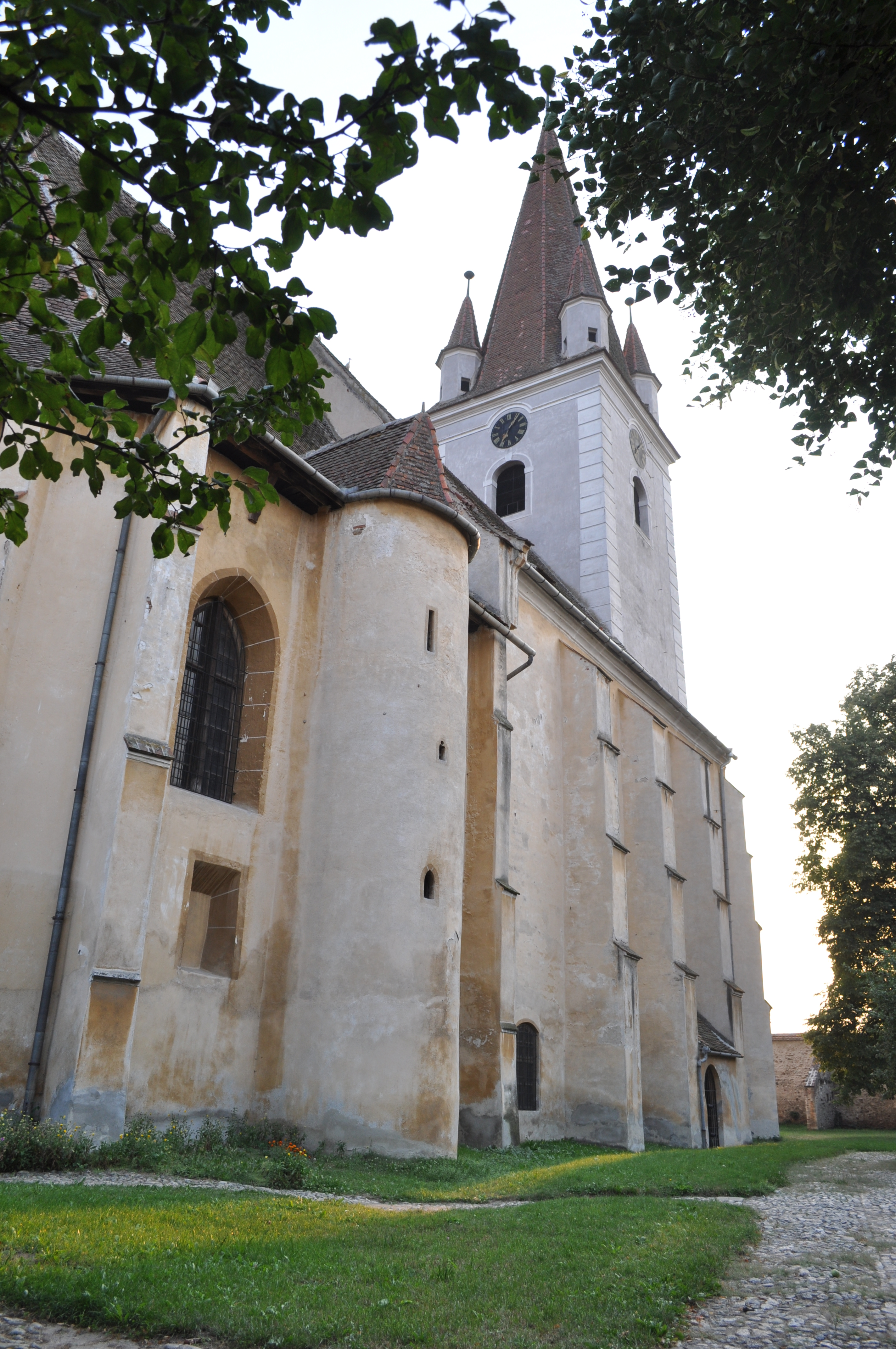
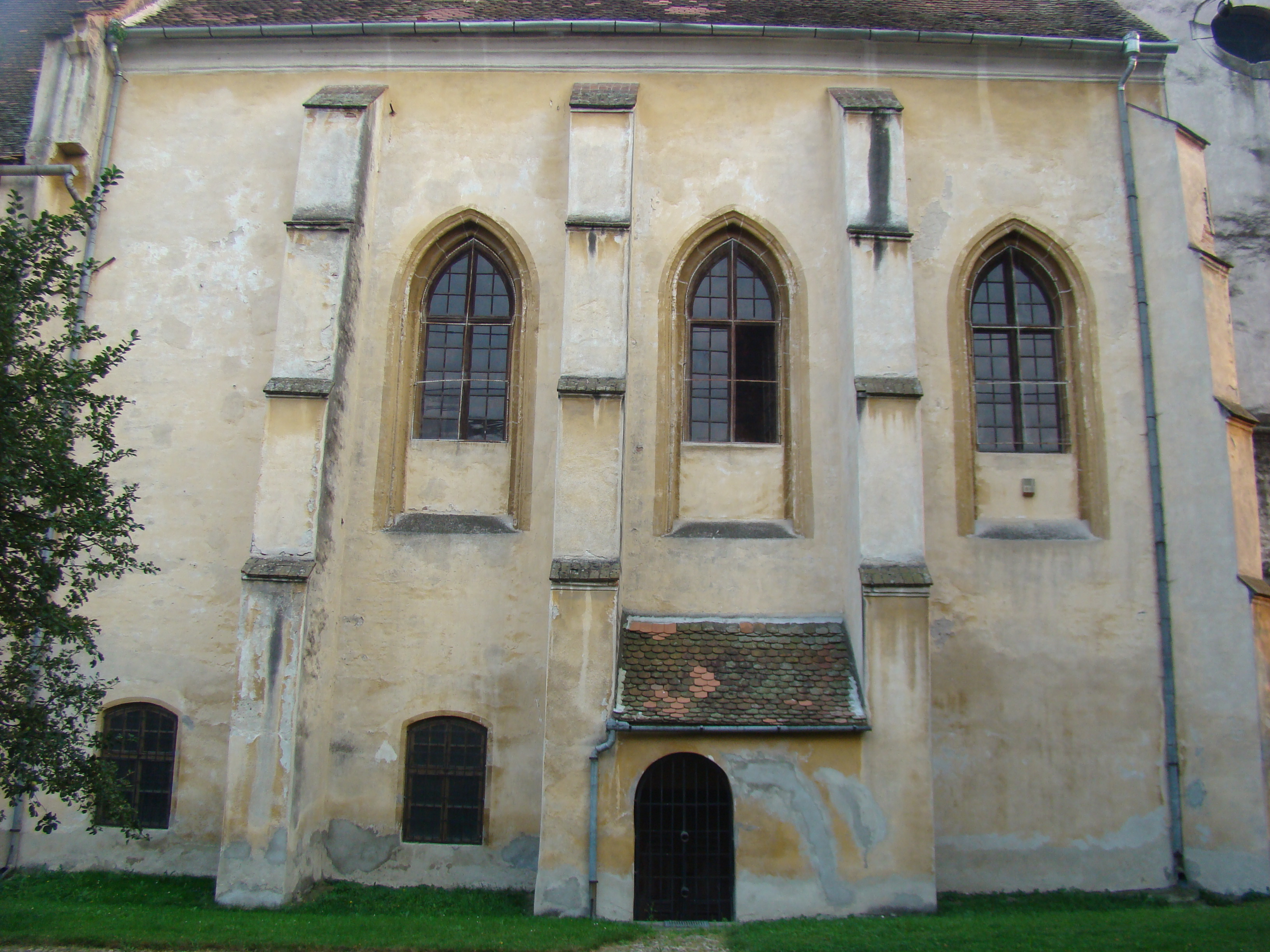
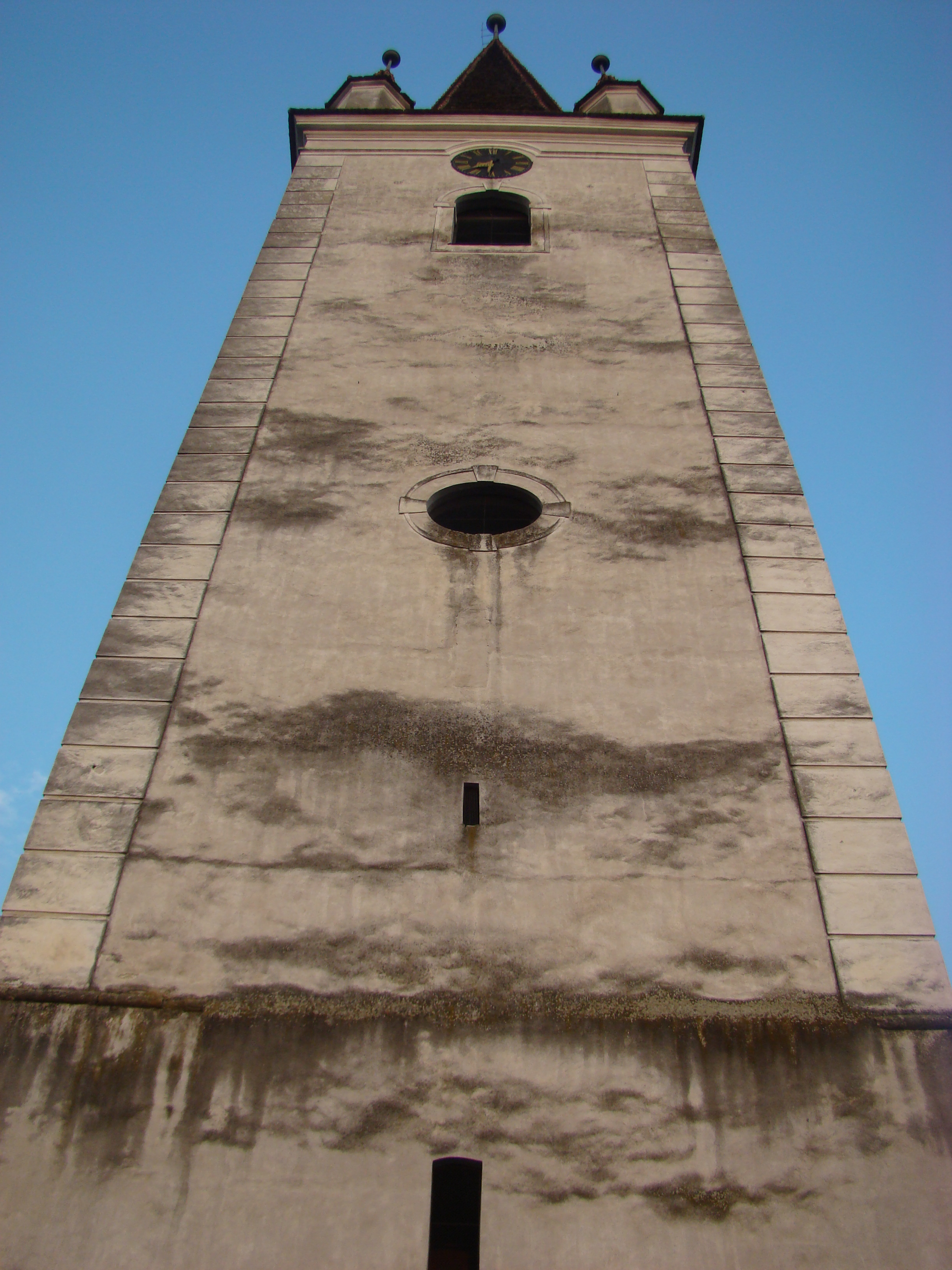
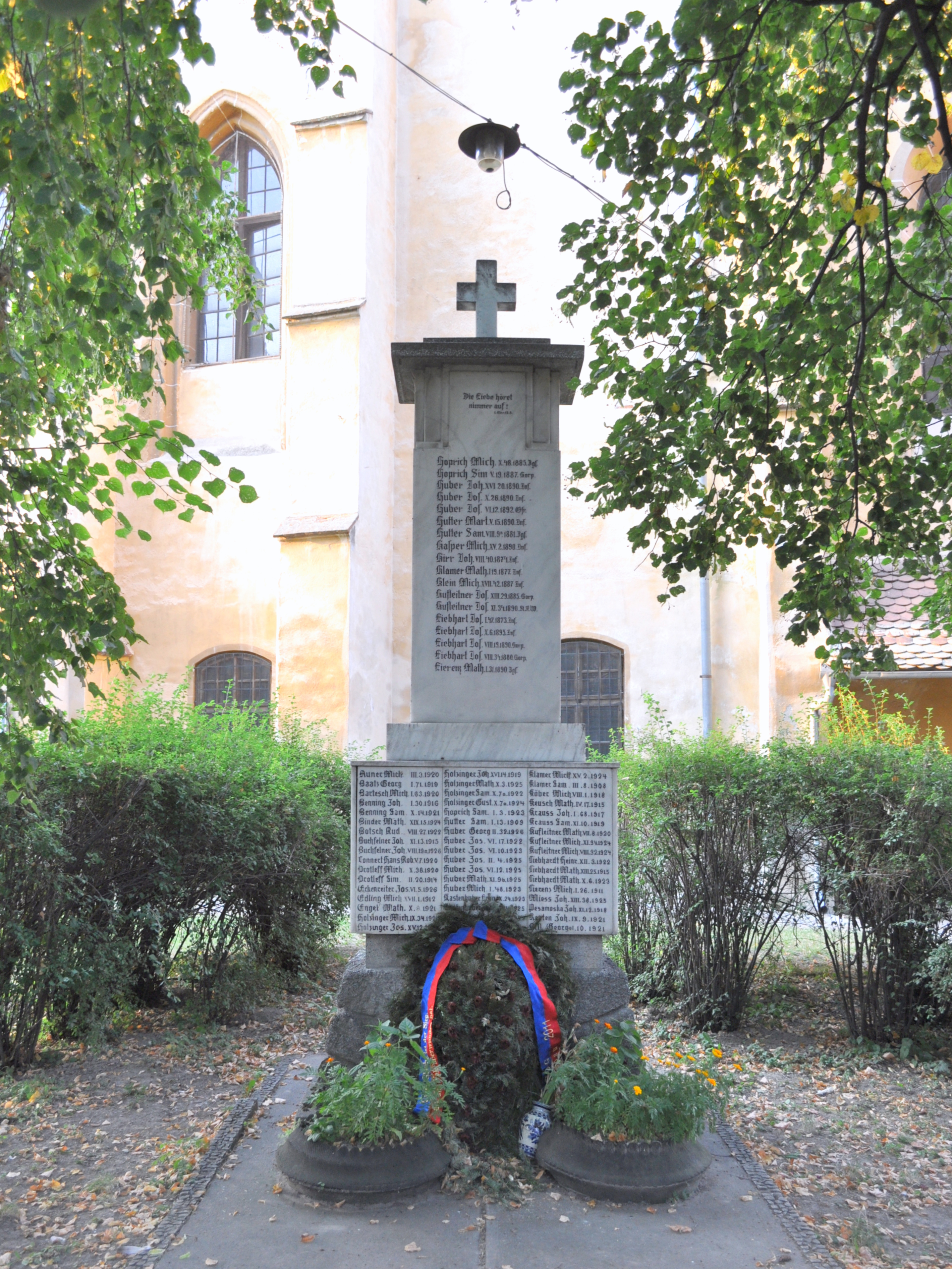
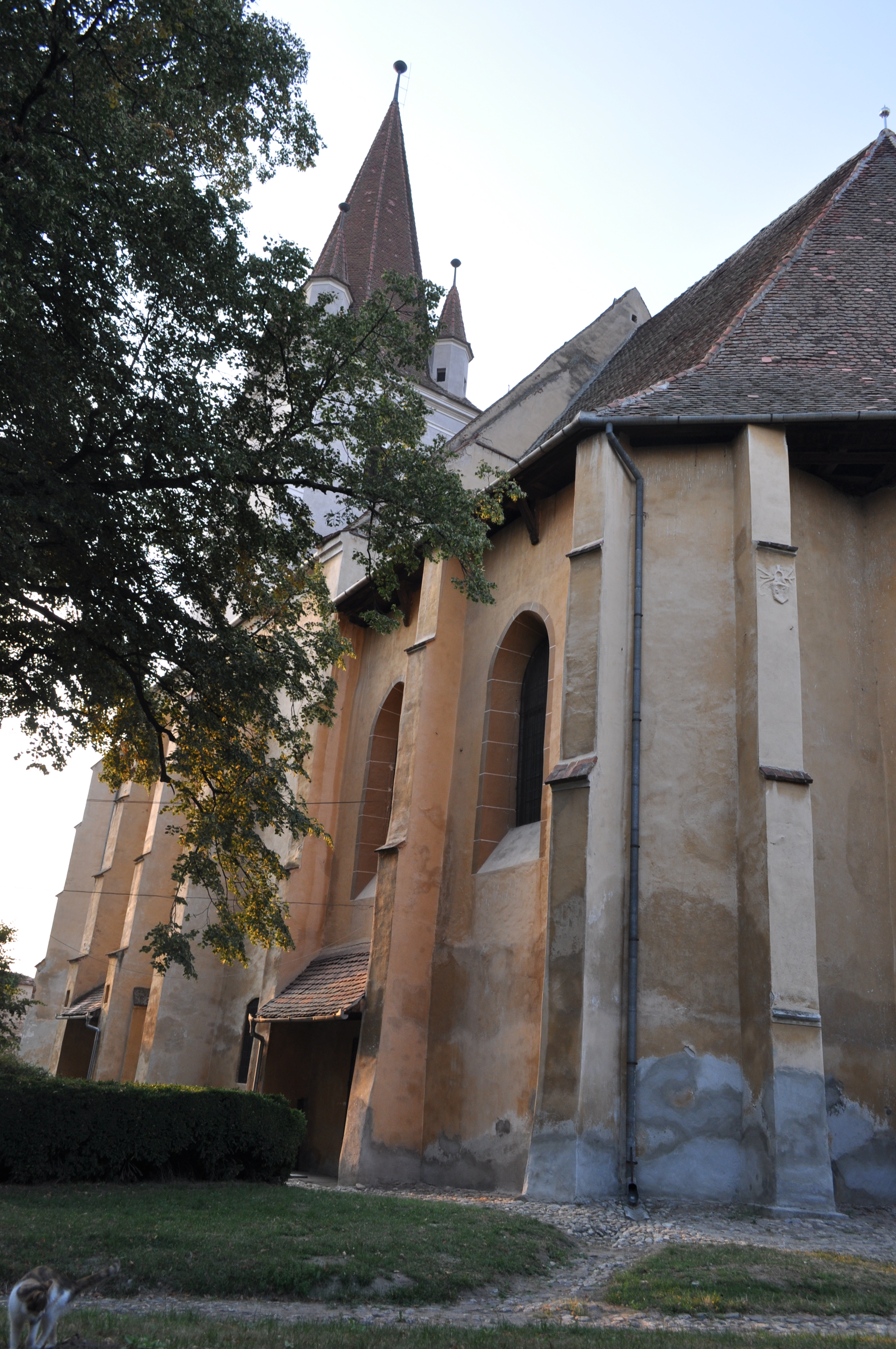
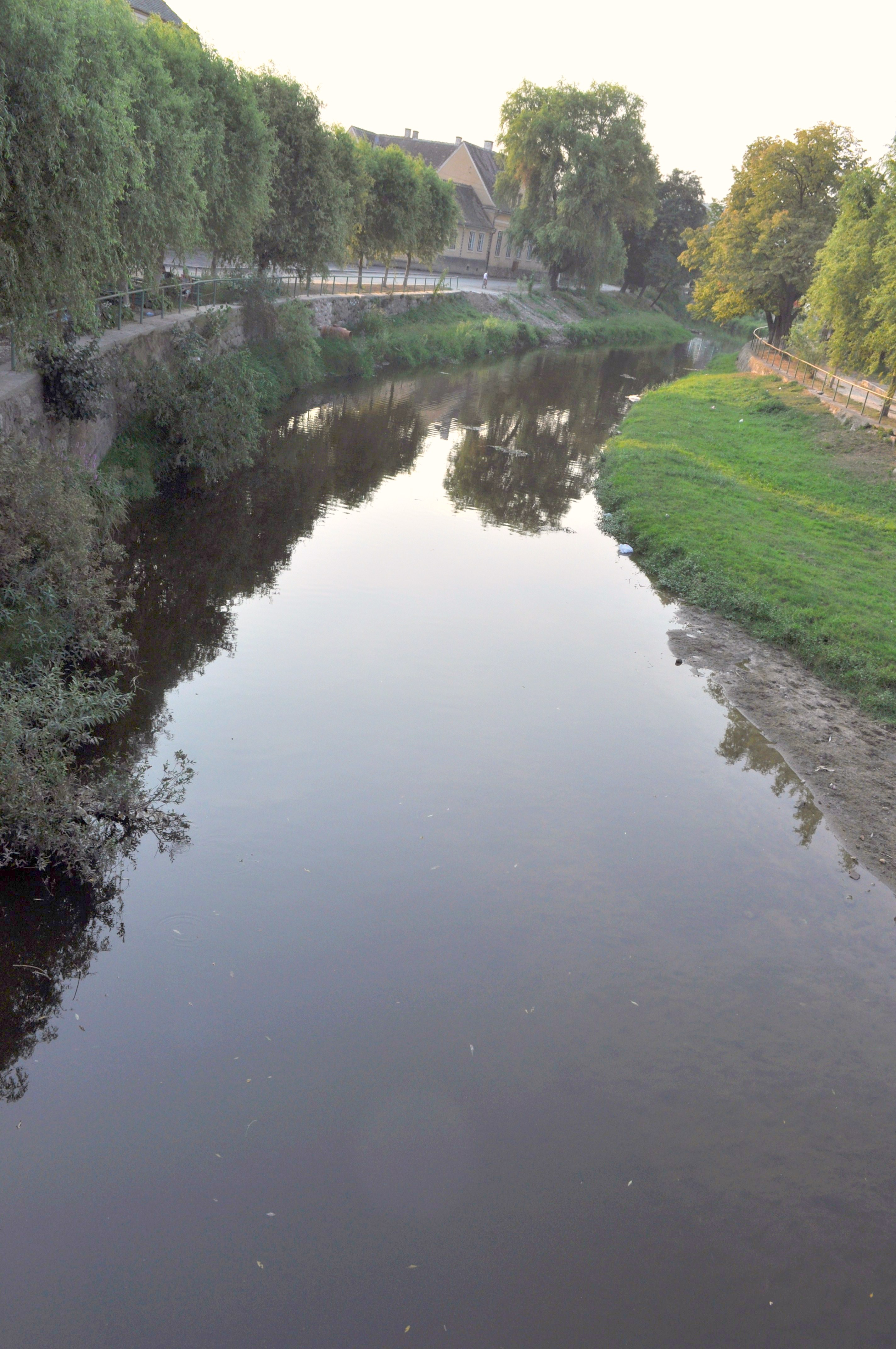
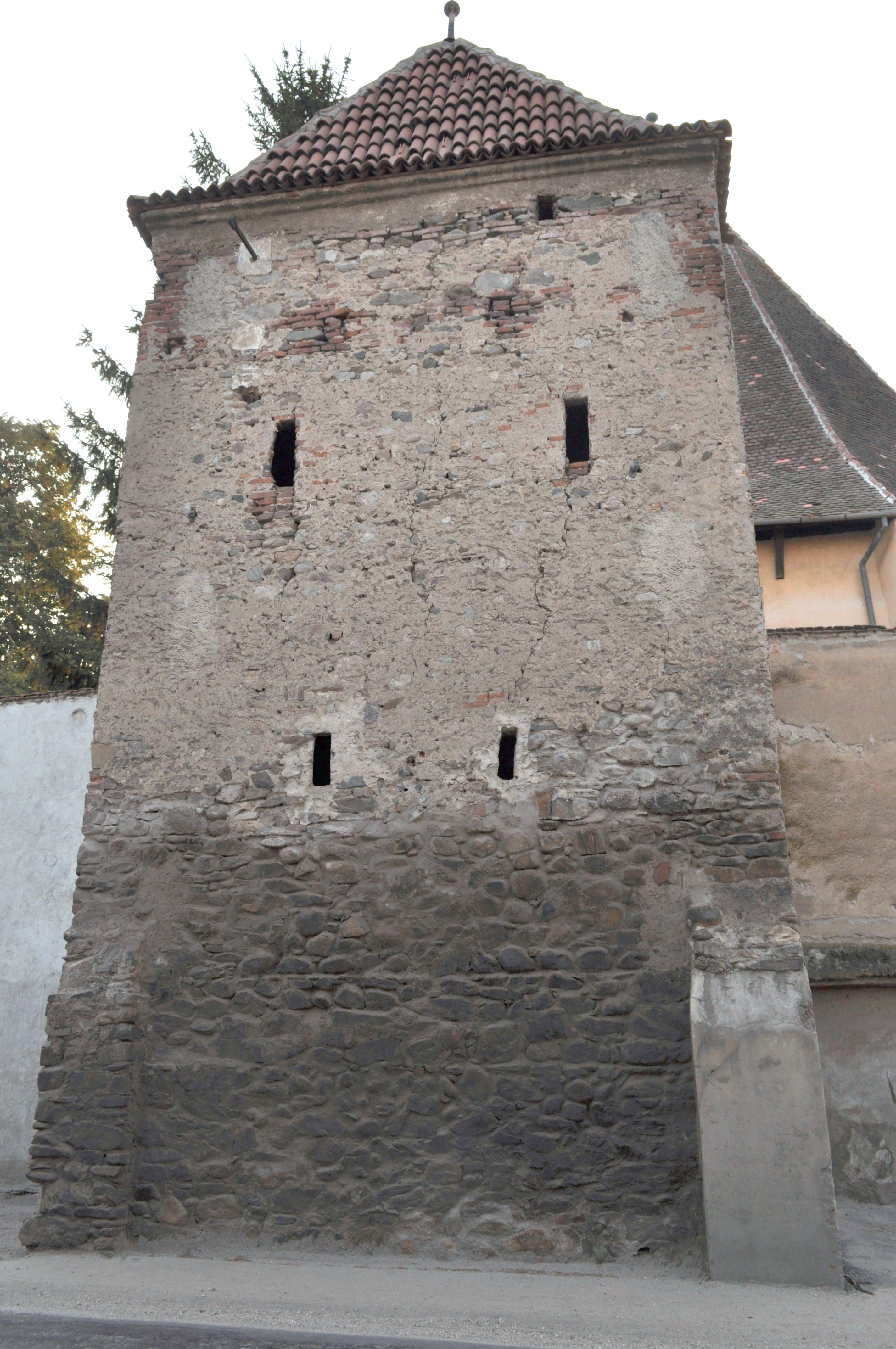
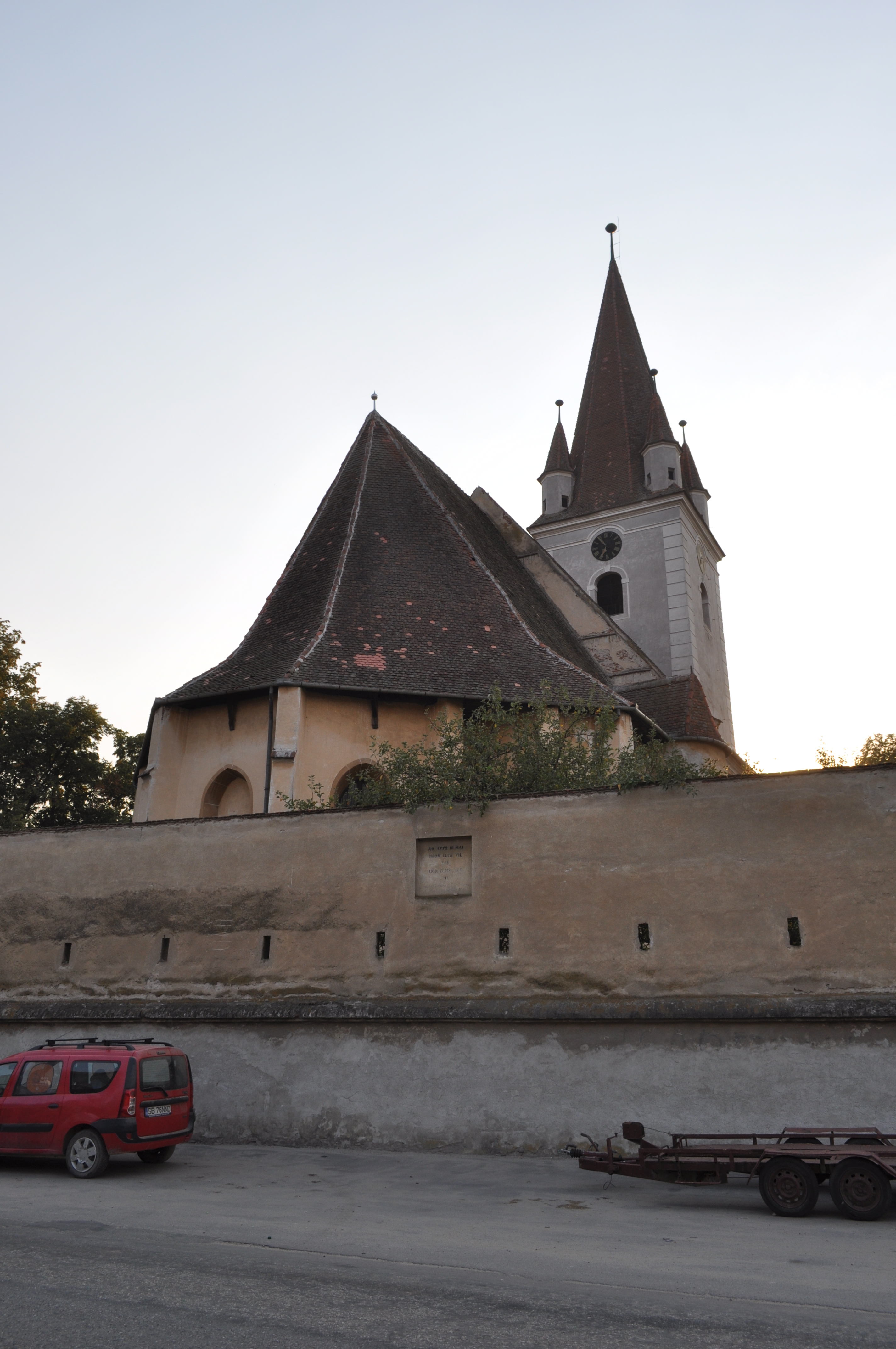
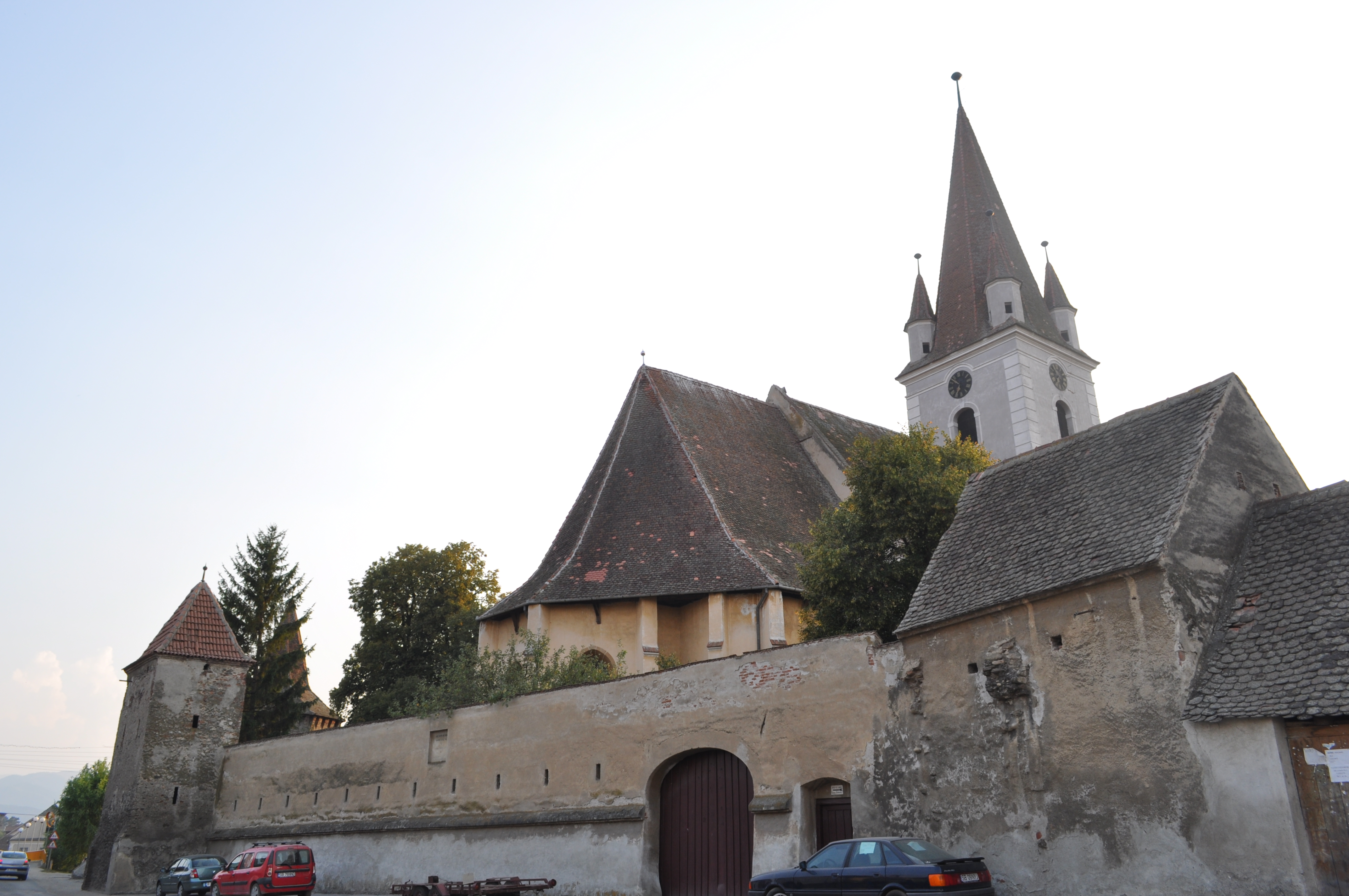
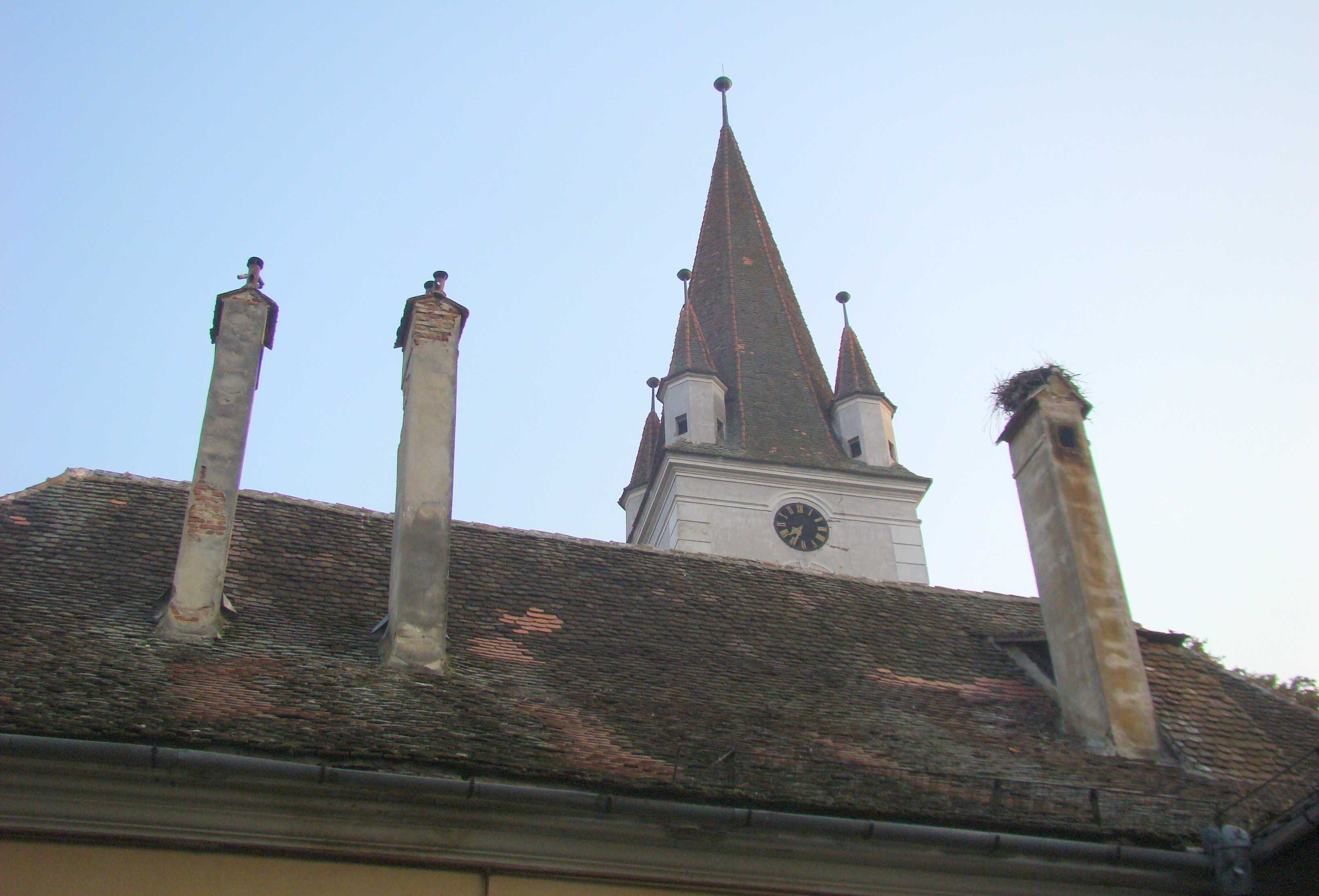
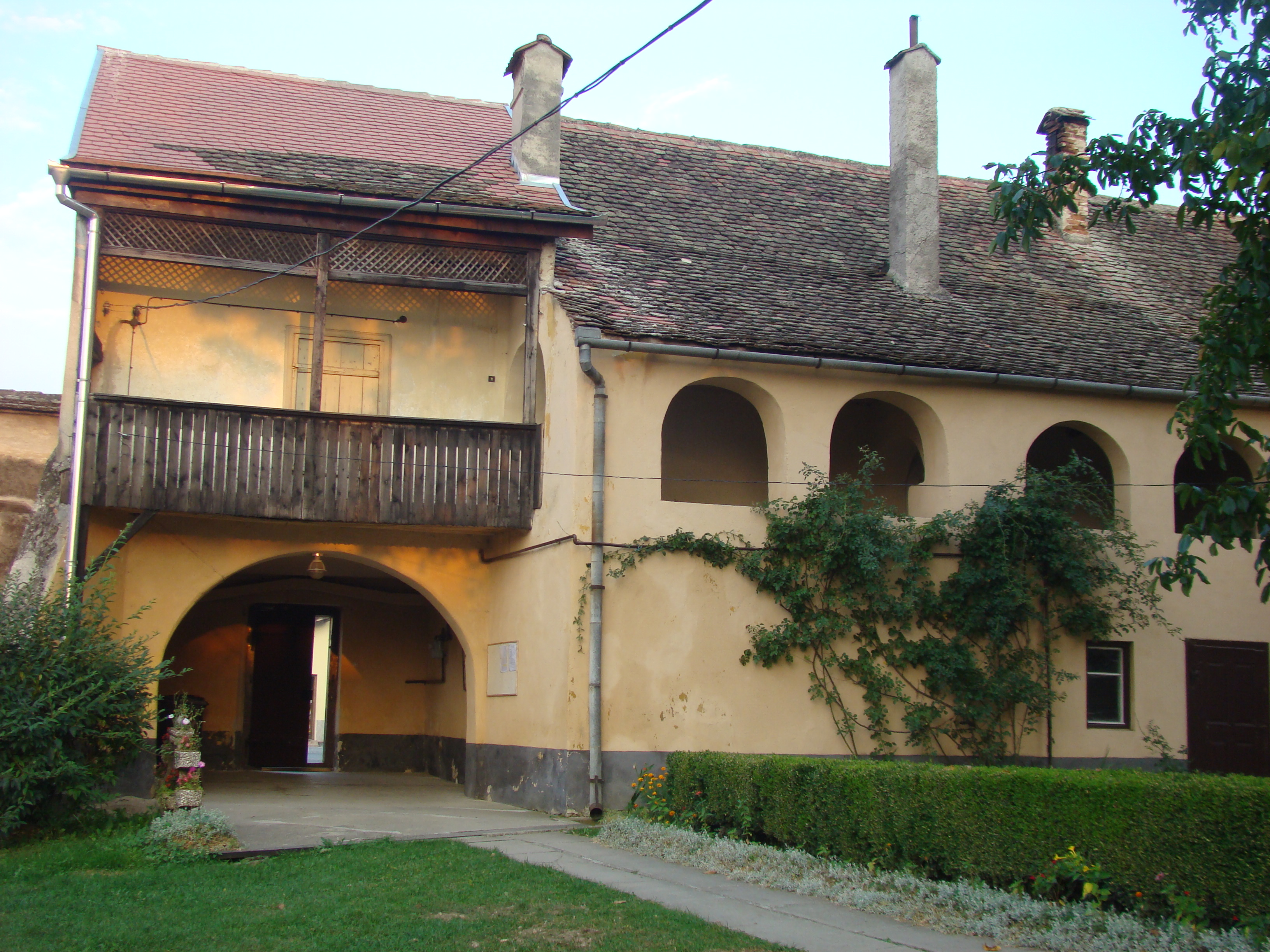
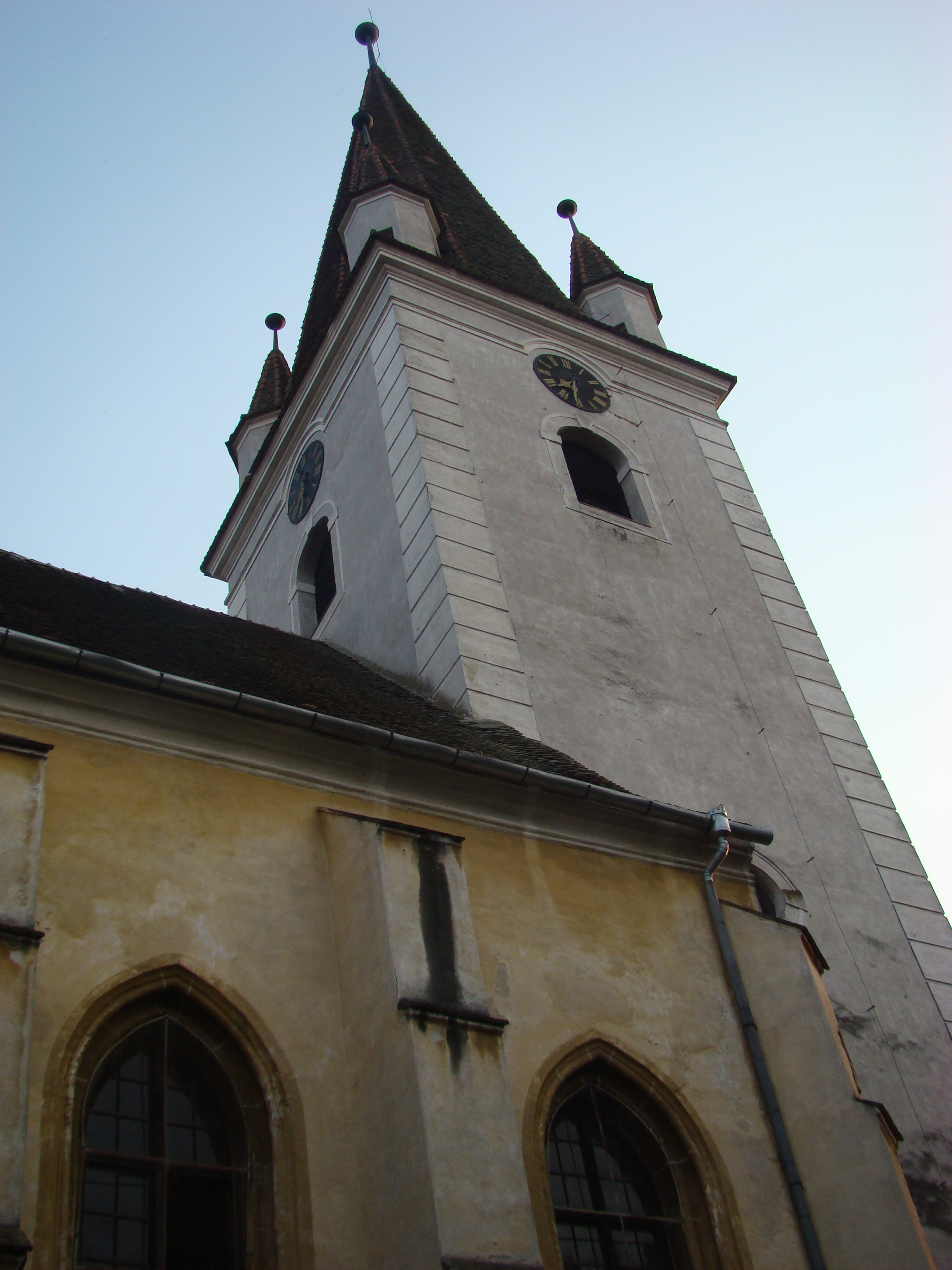
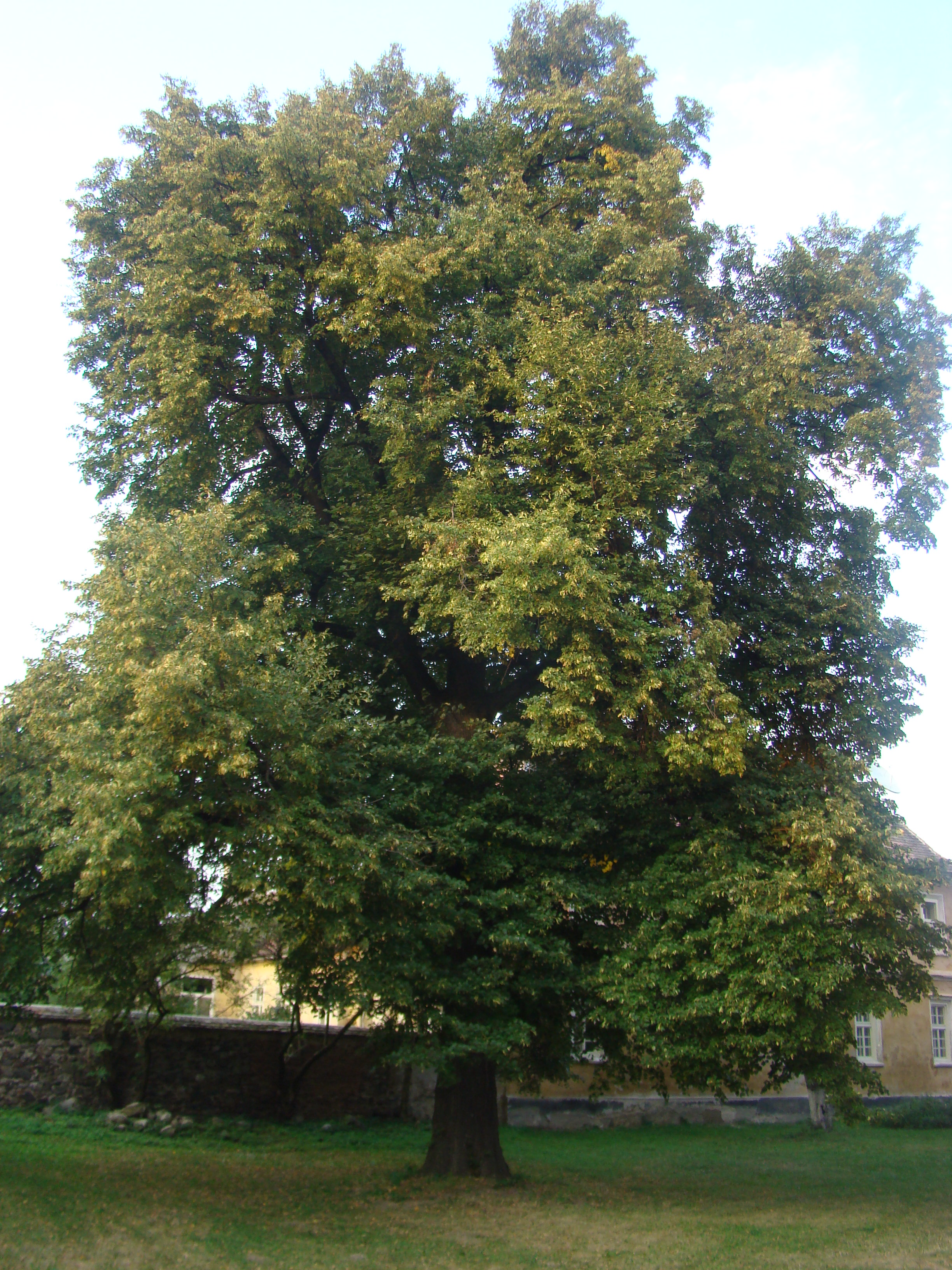
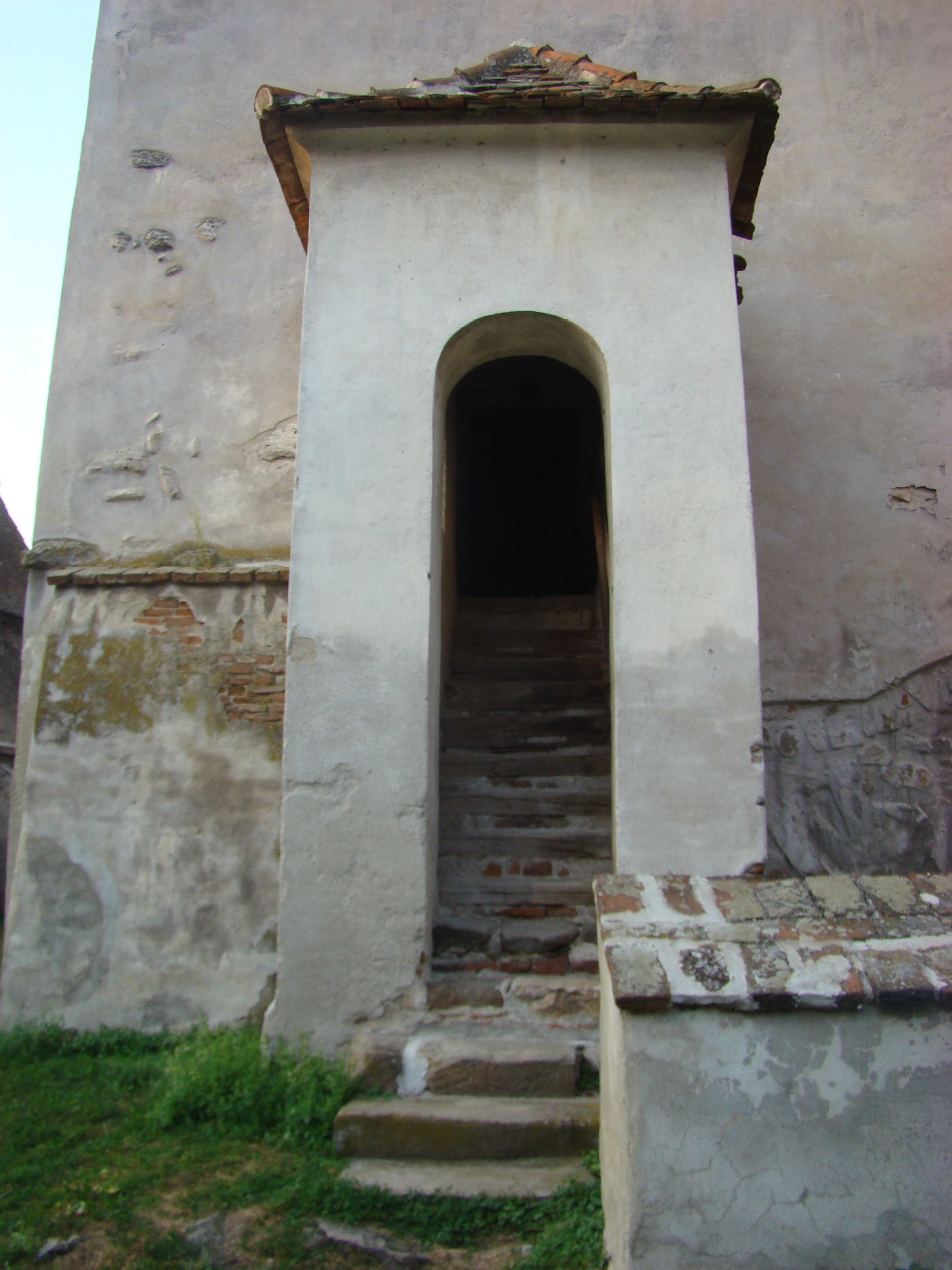
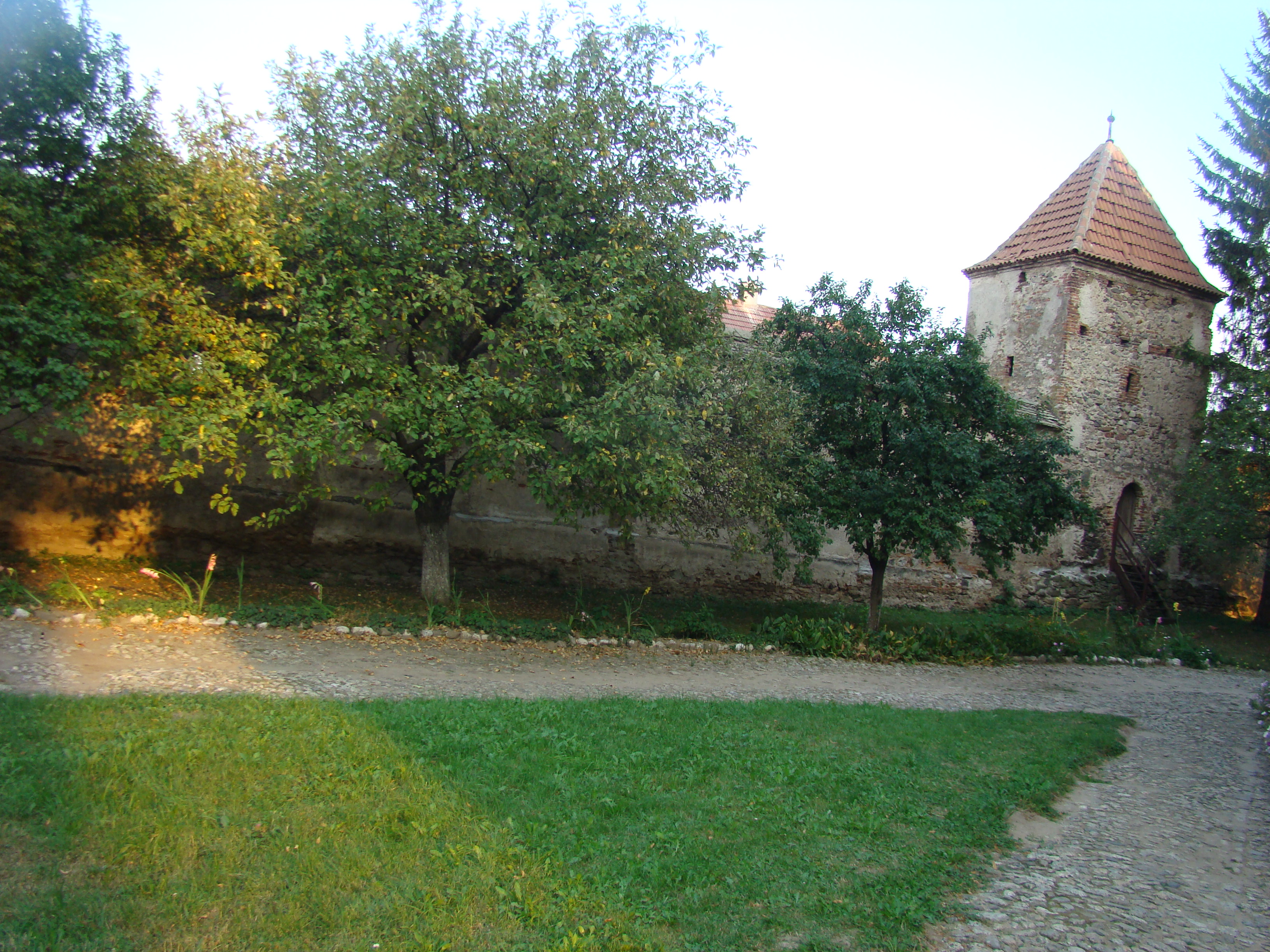
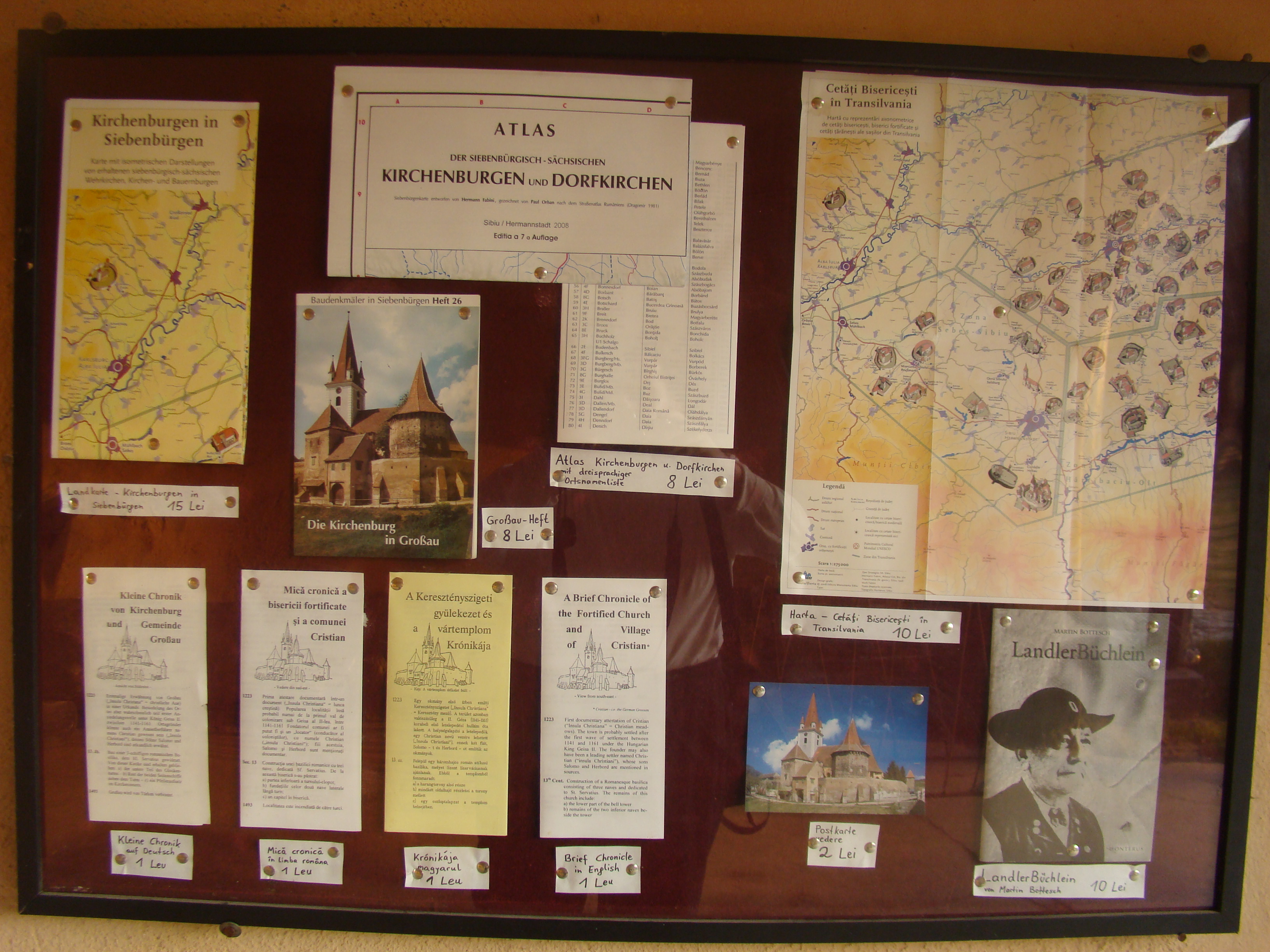
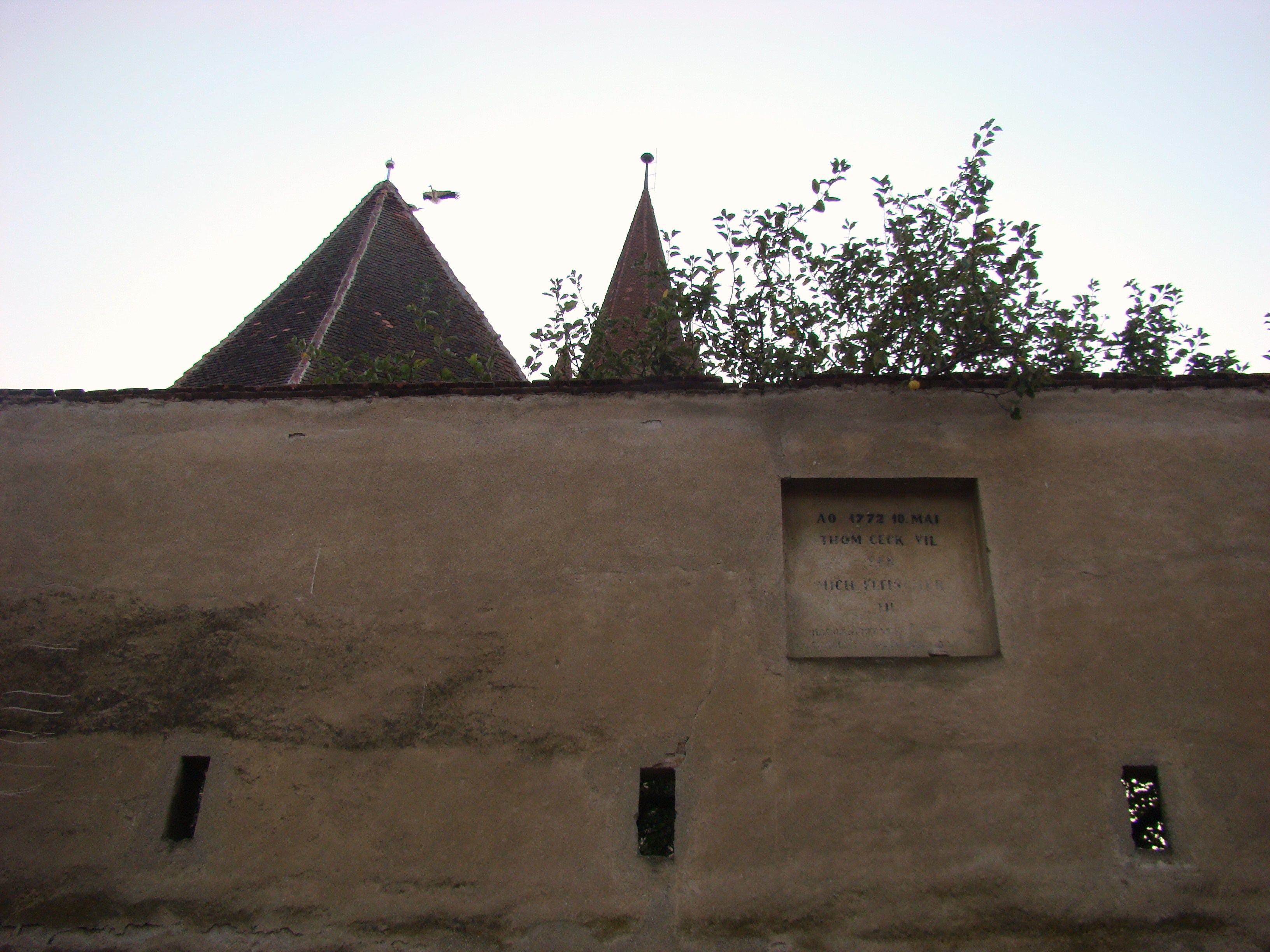

## Imagini din interior

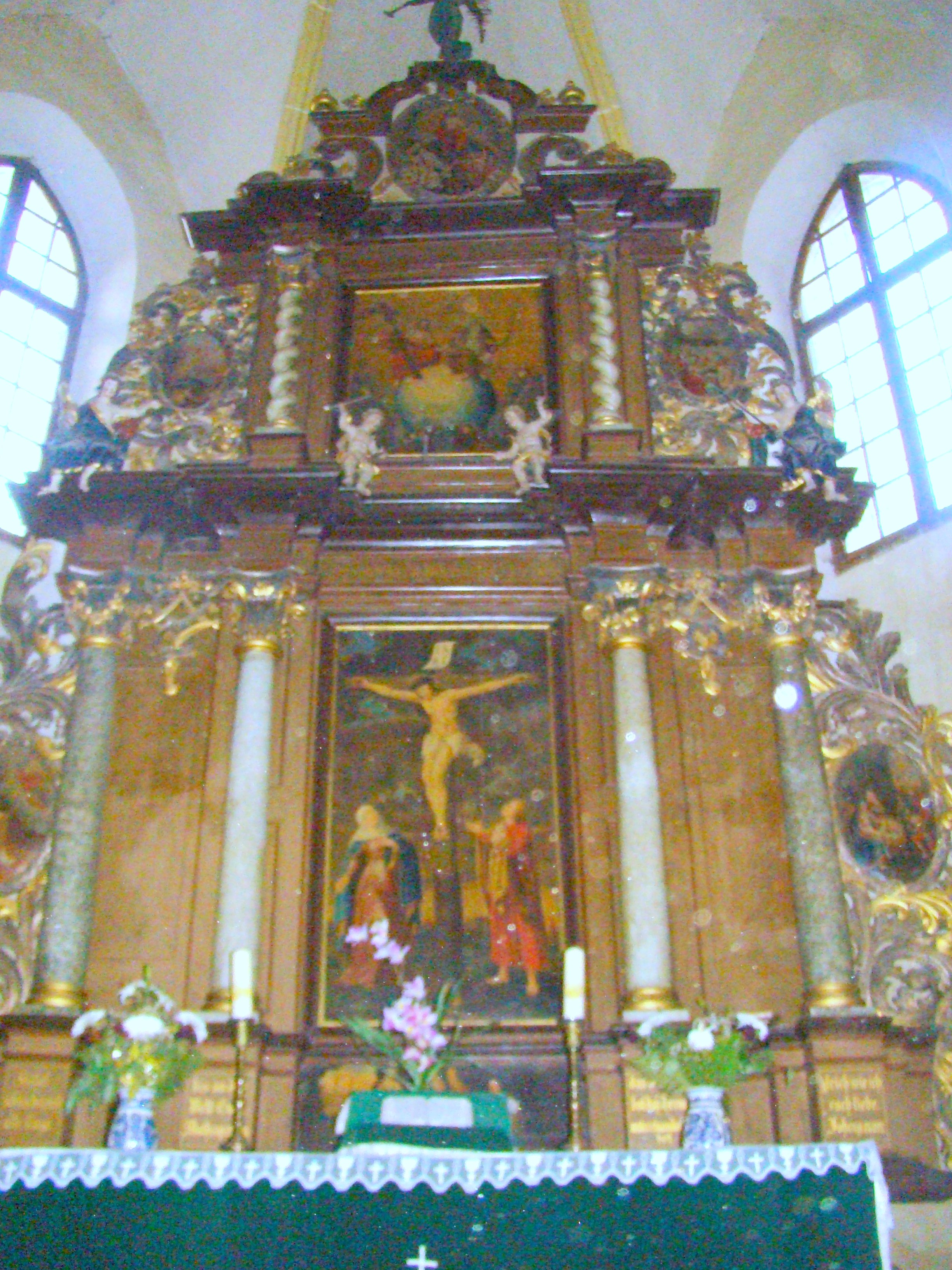
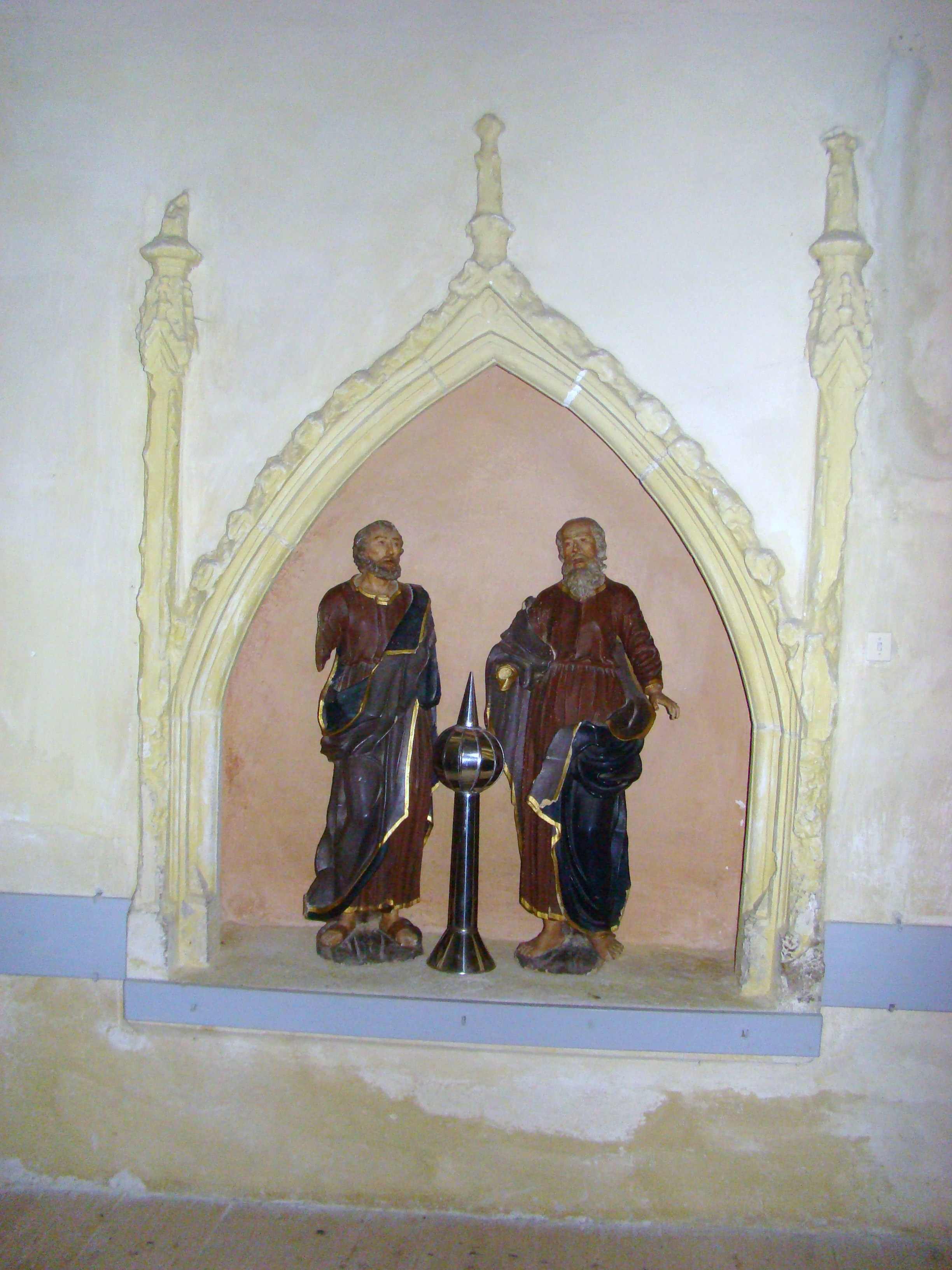
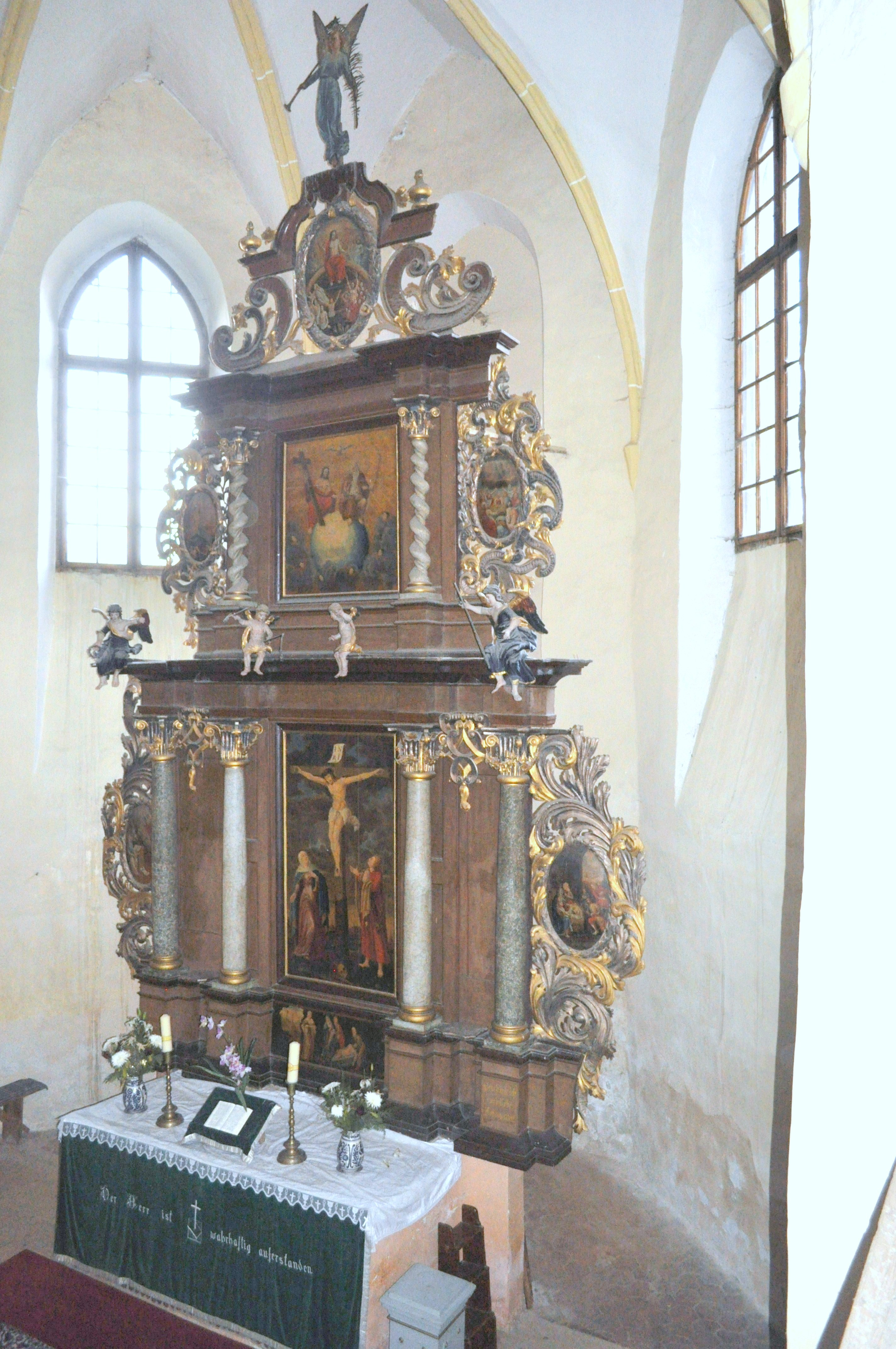
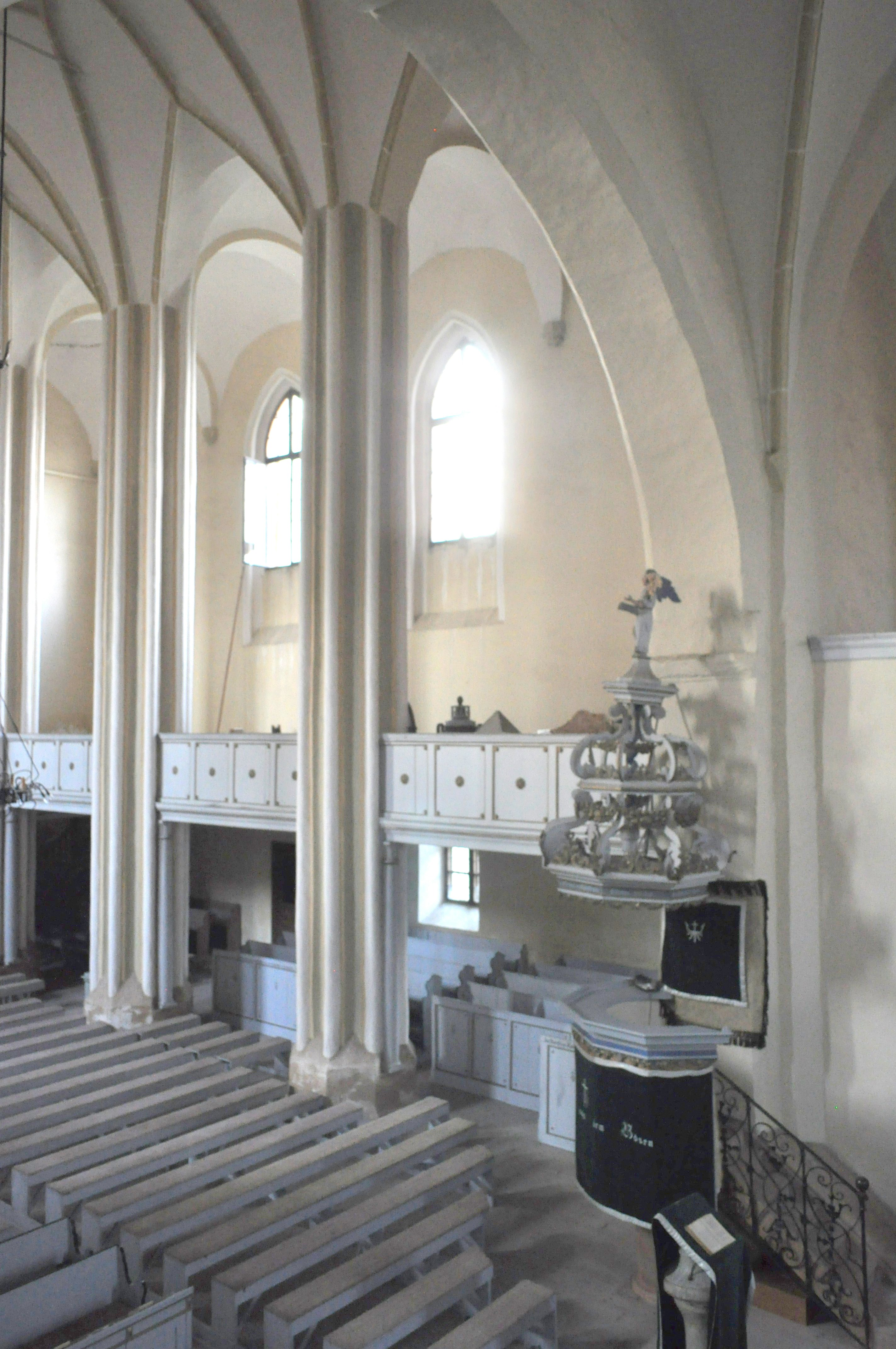
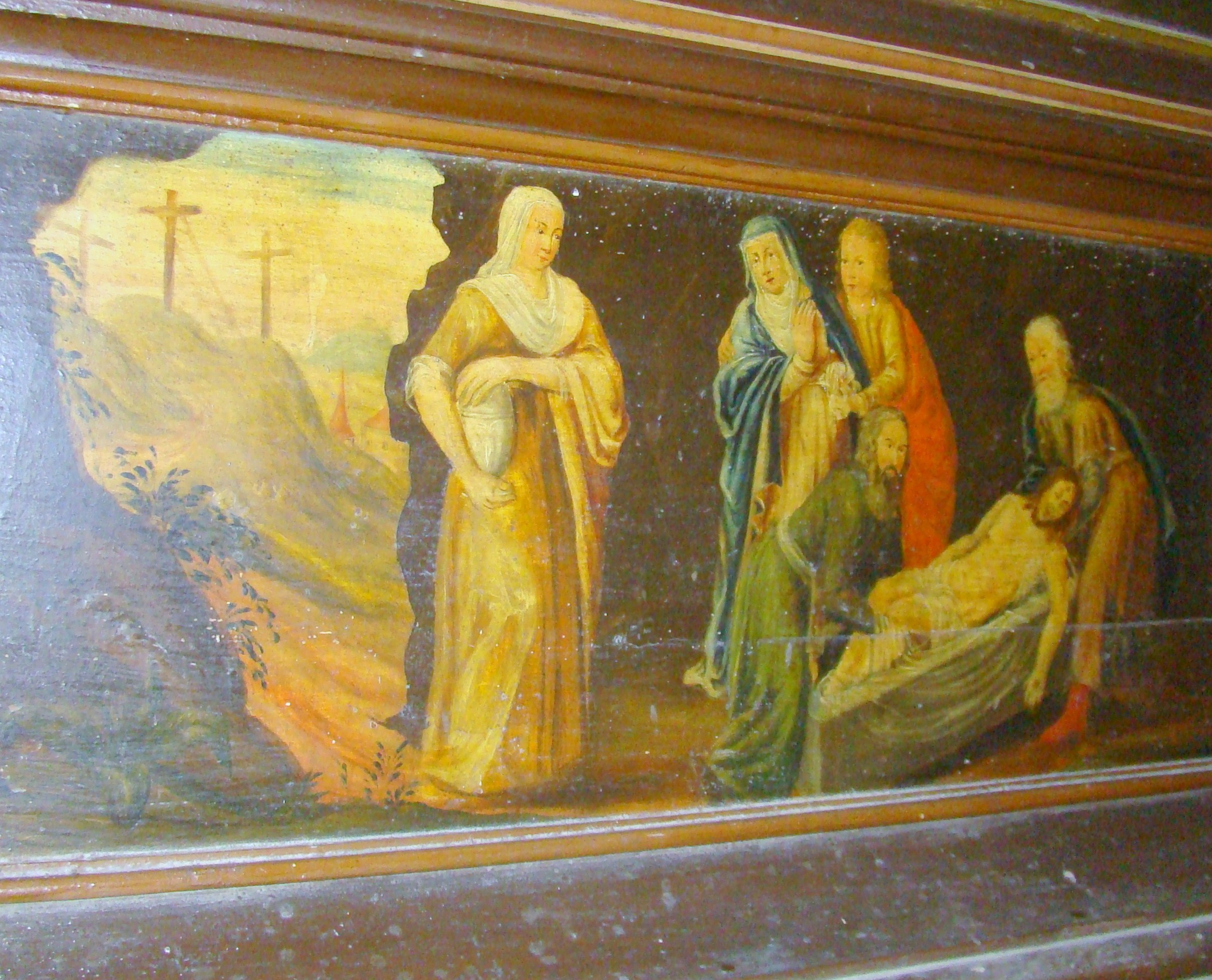
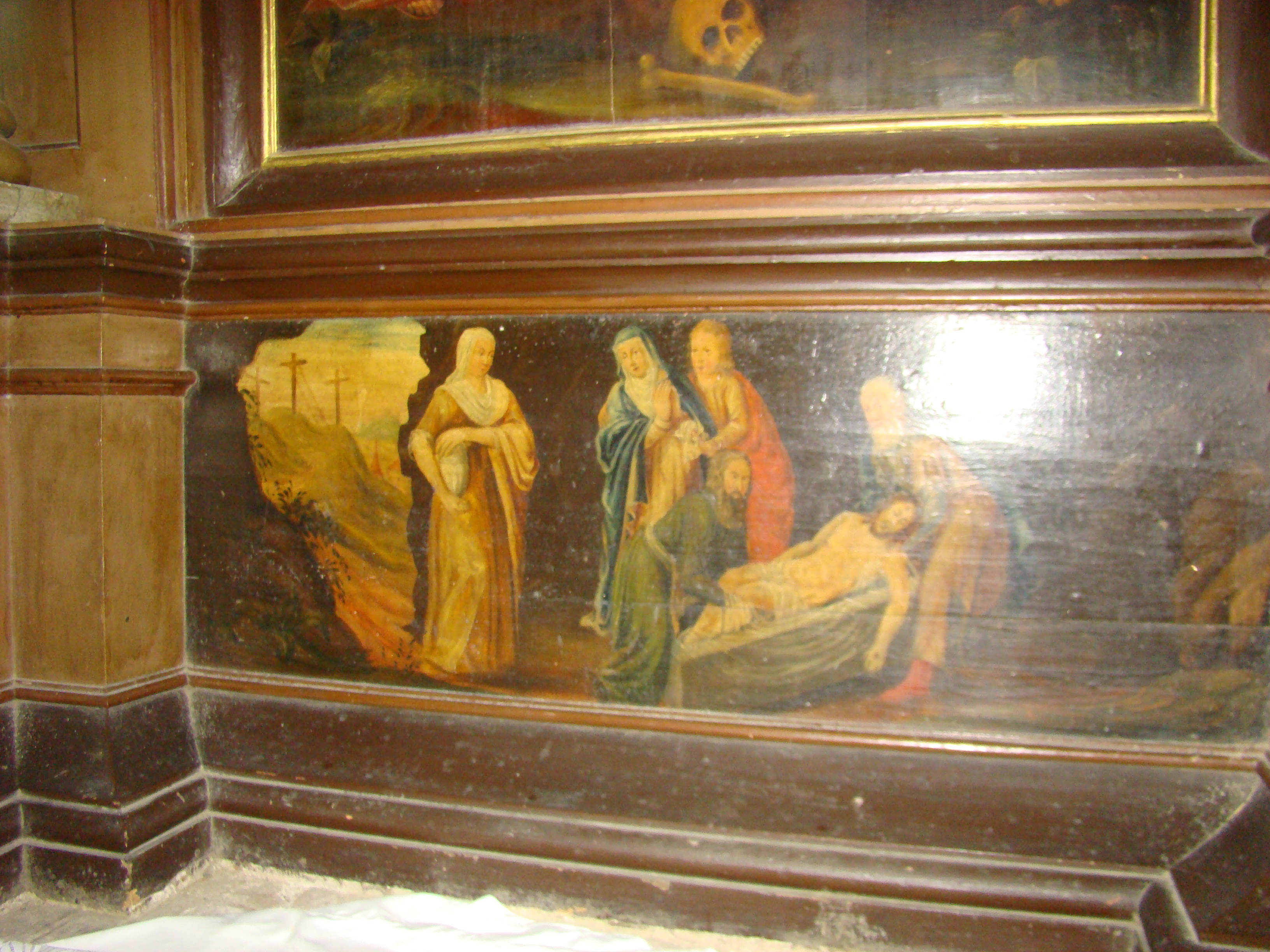
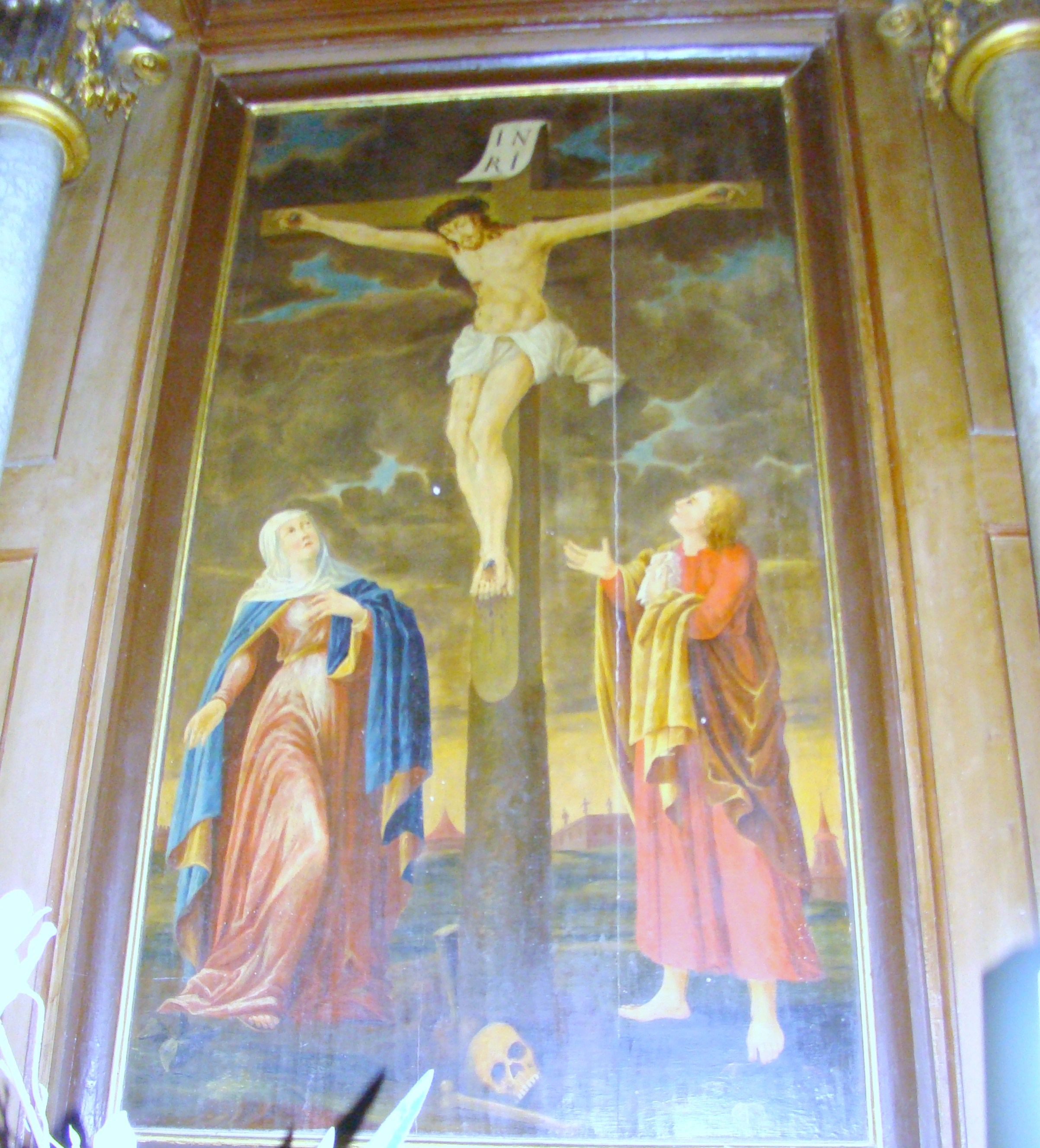
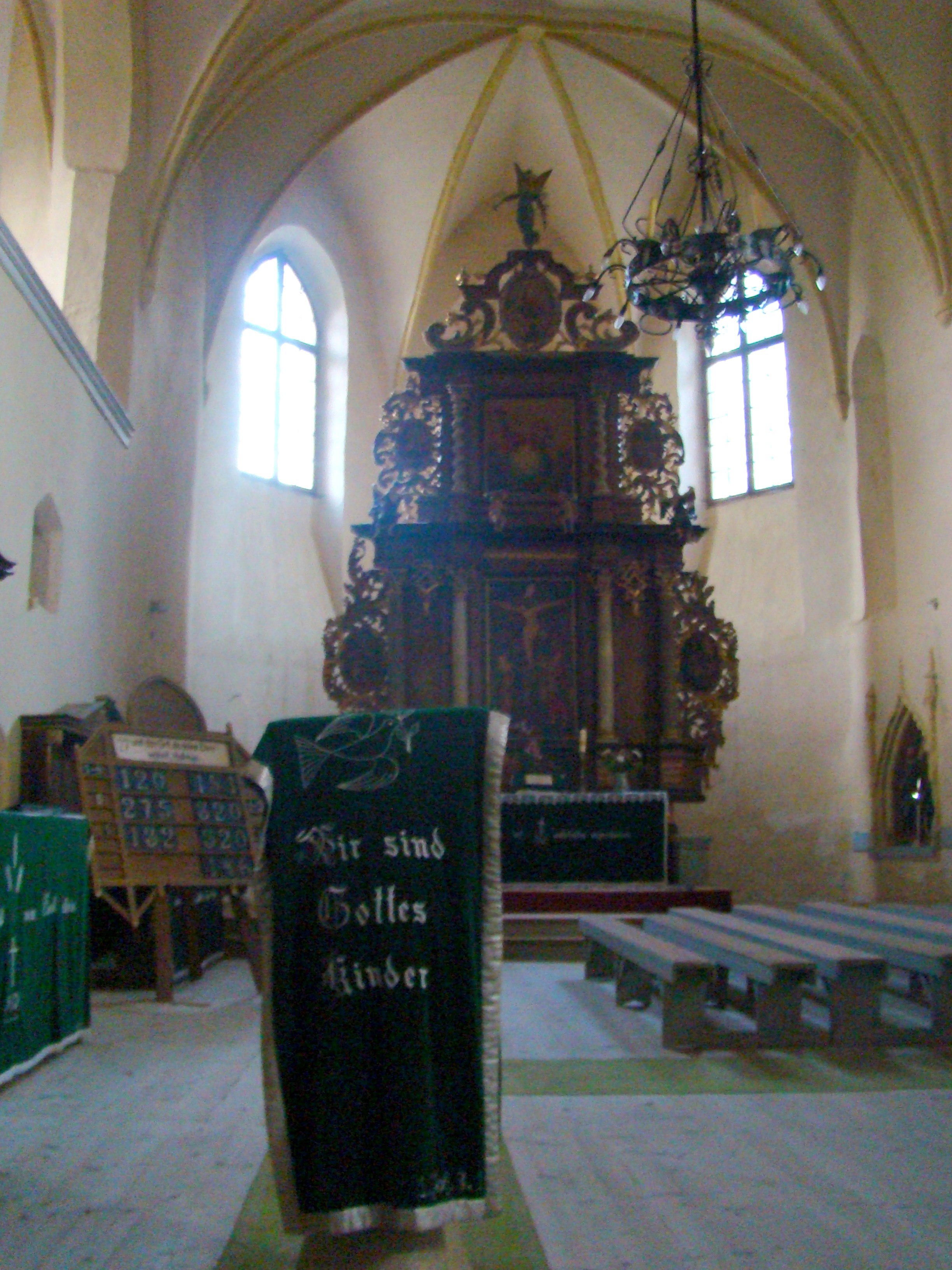
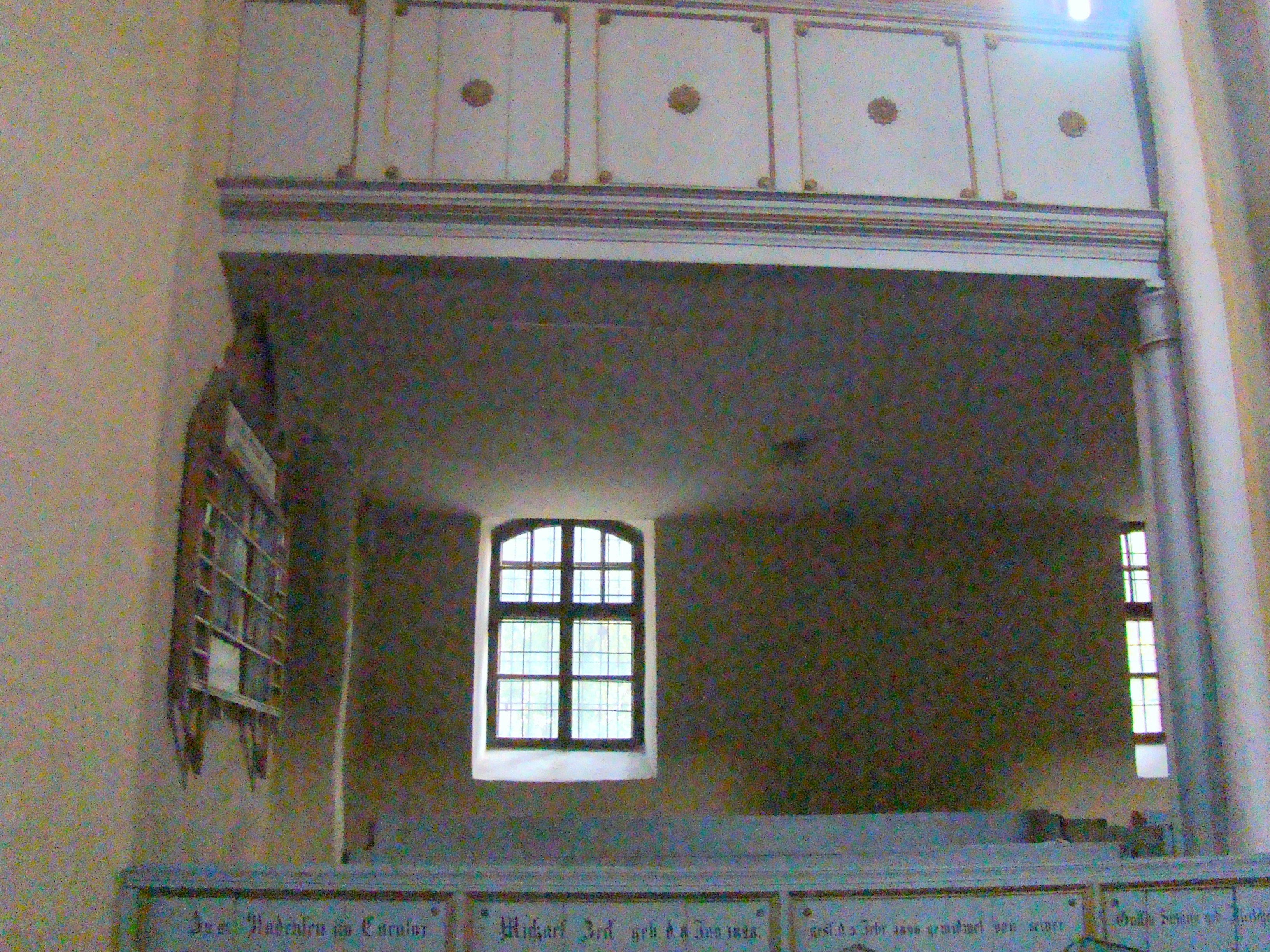
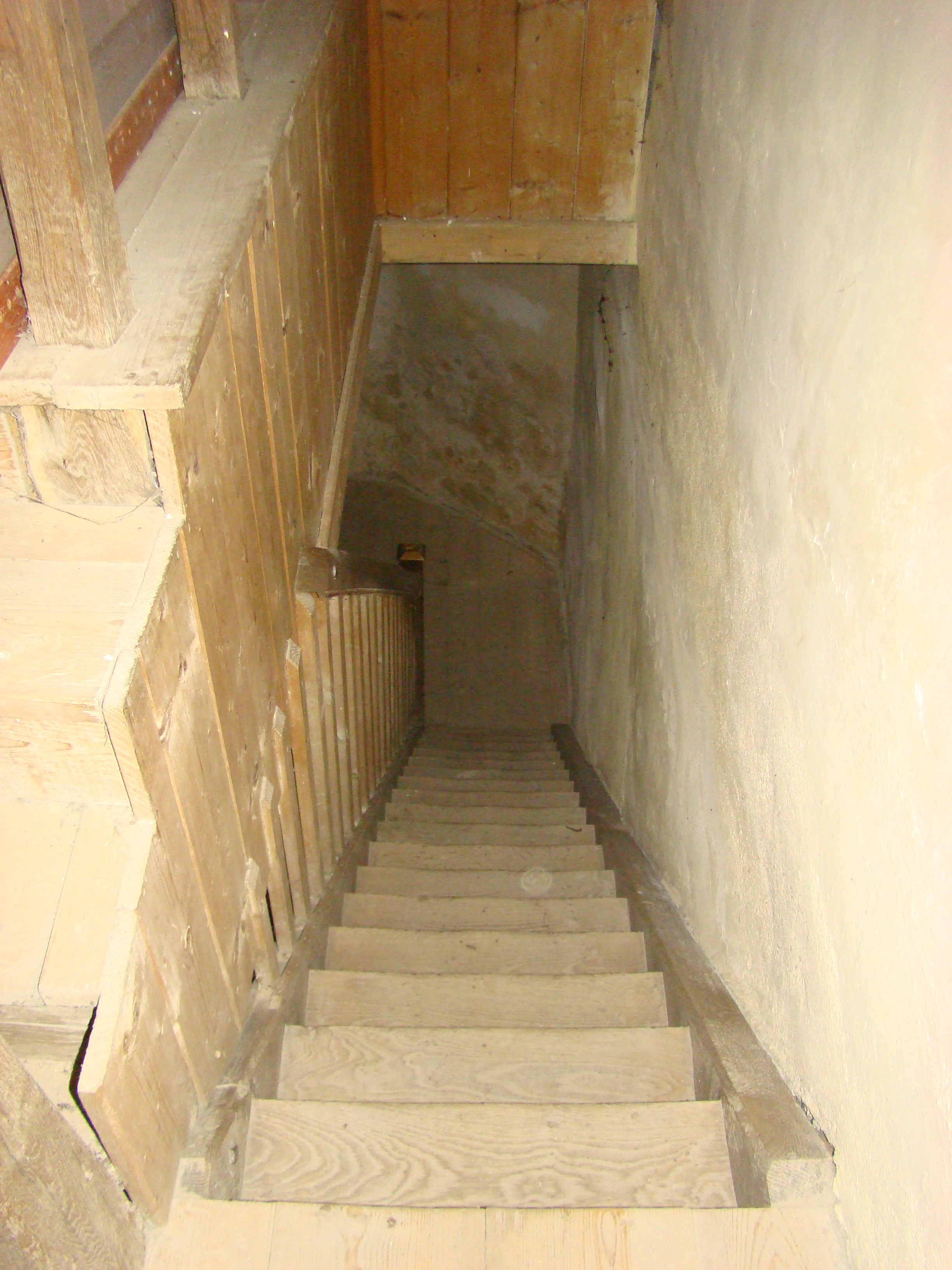
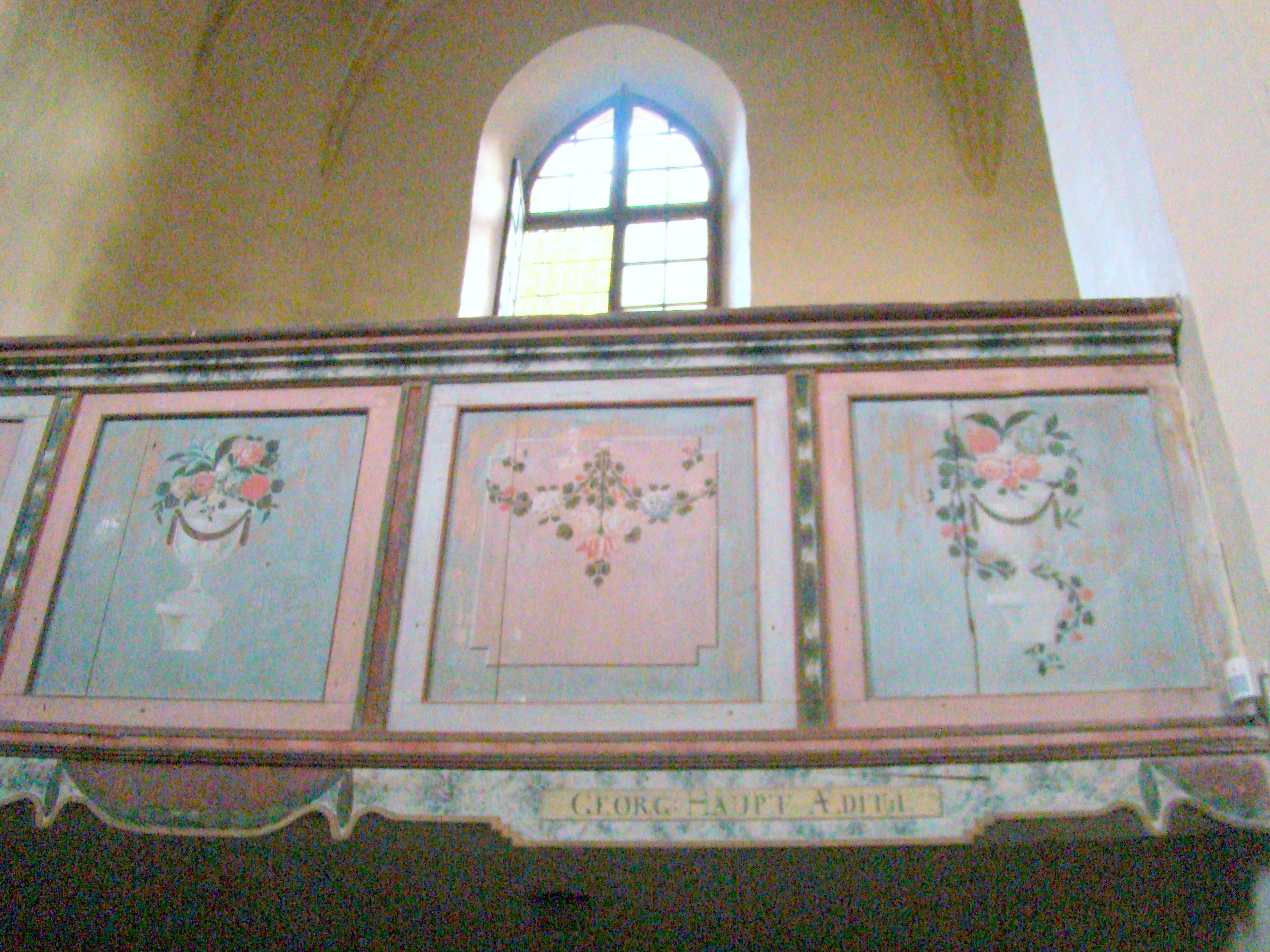
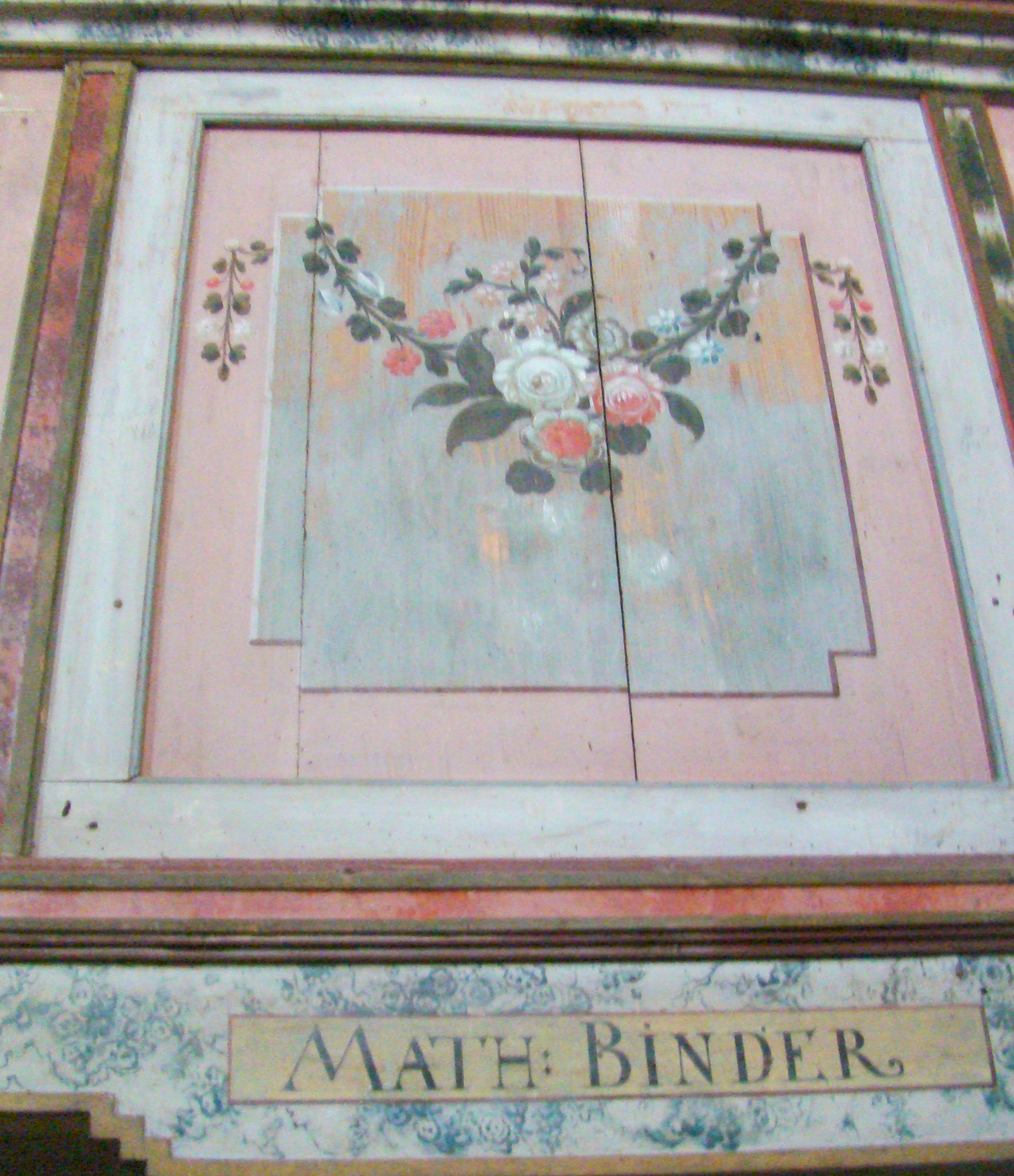
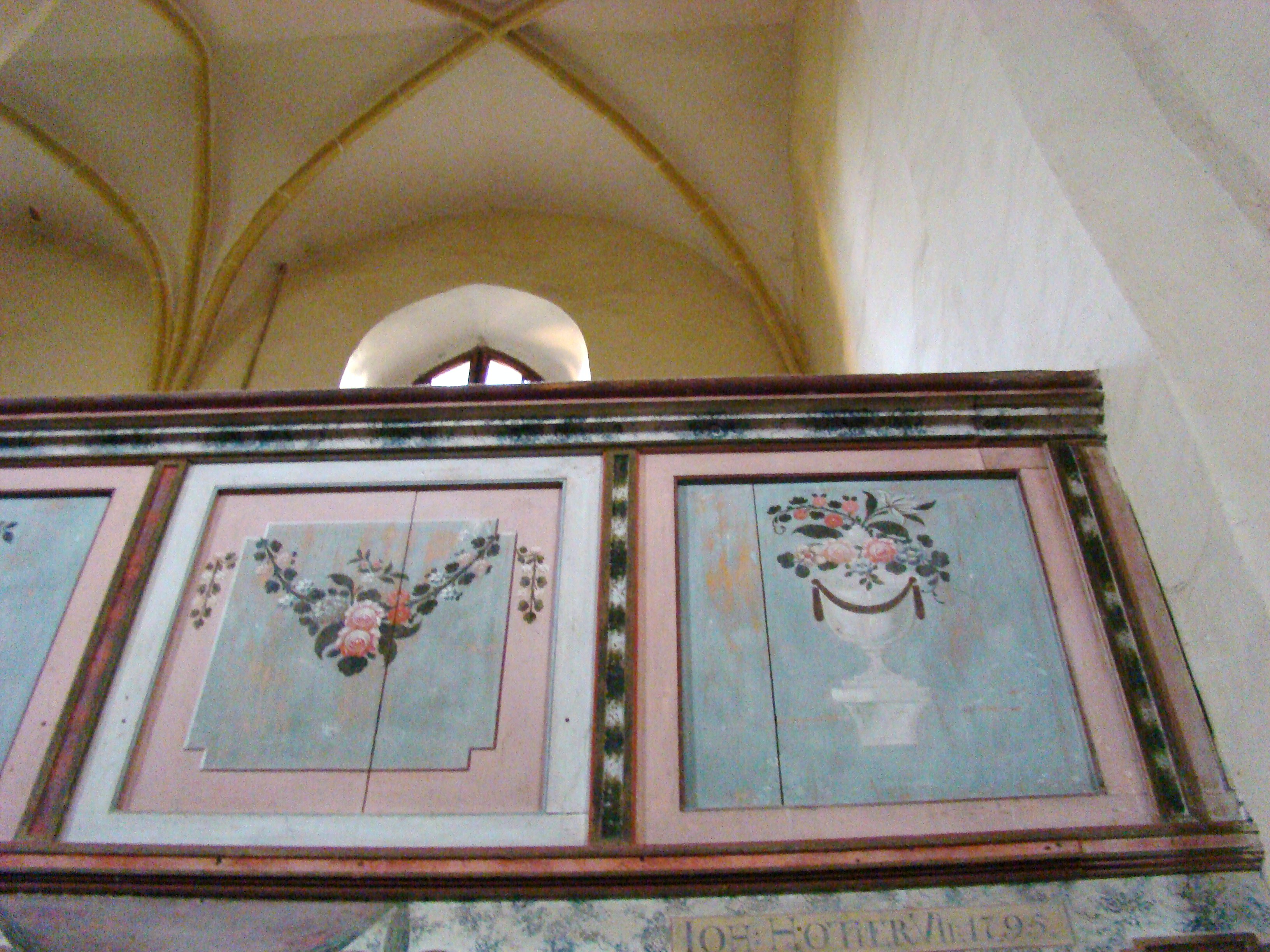
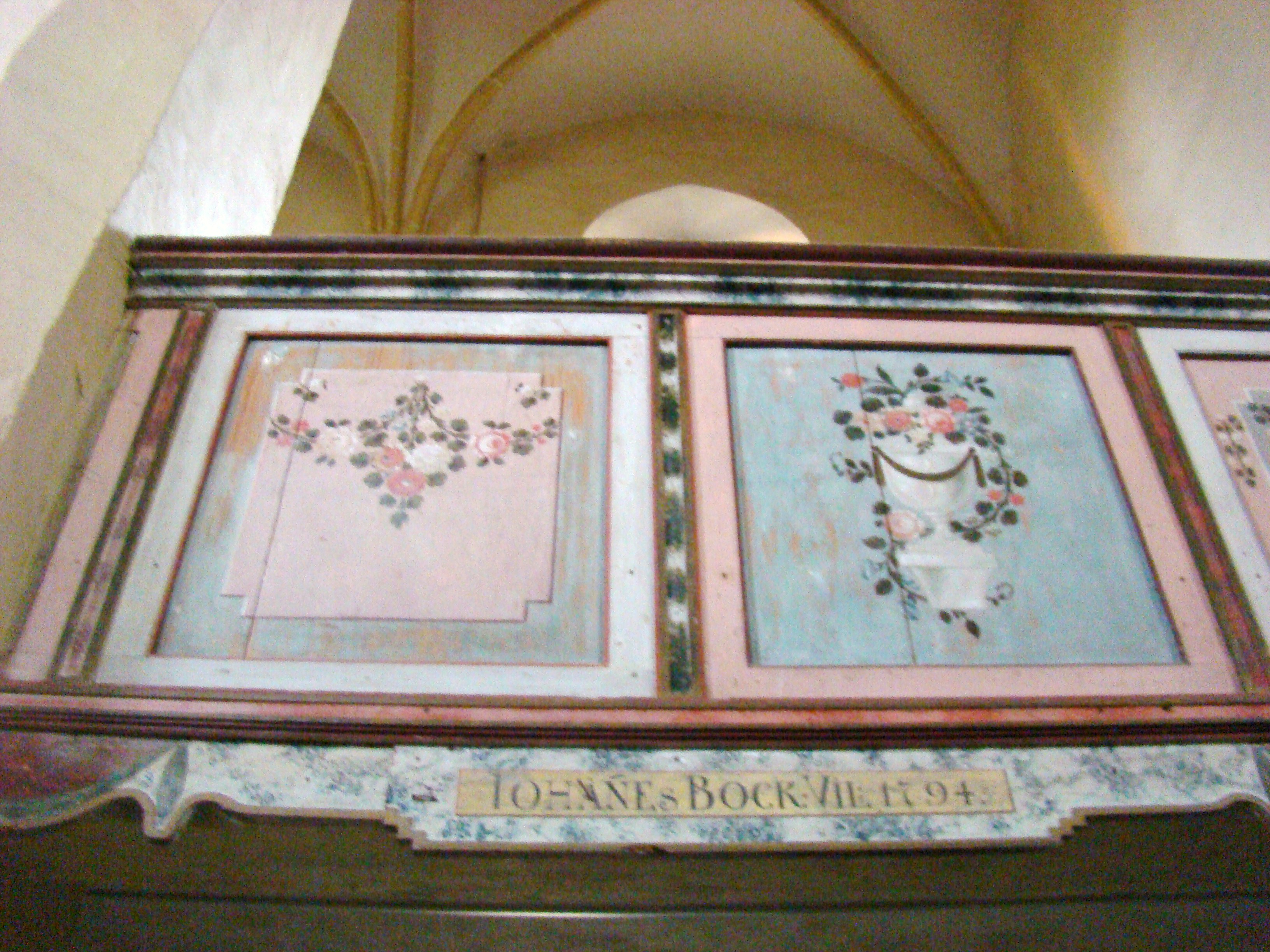
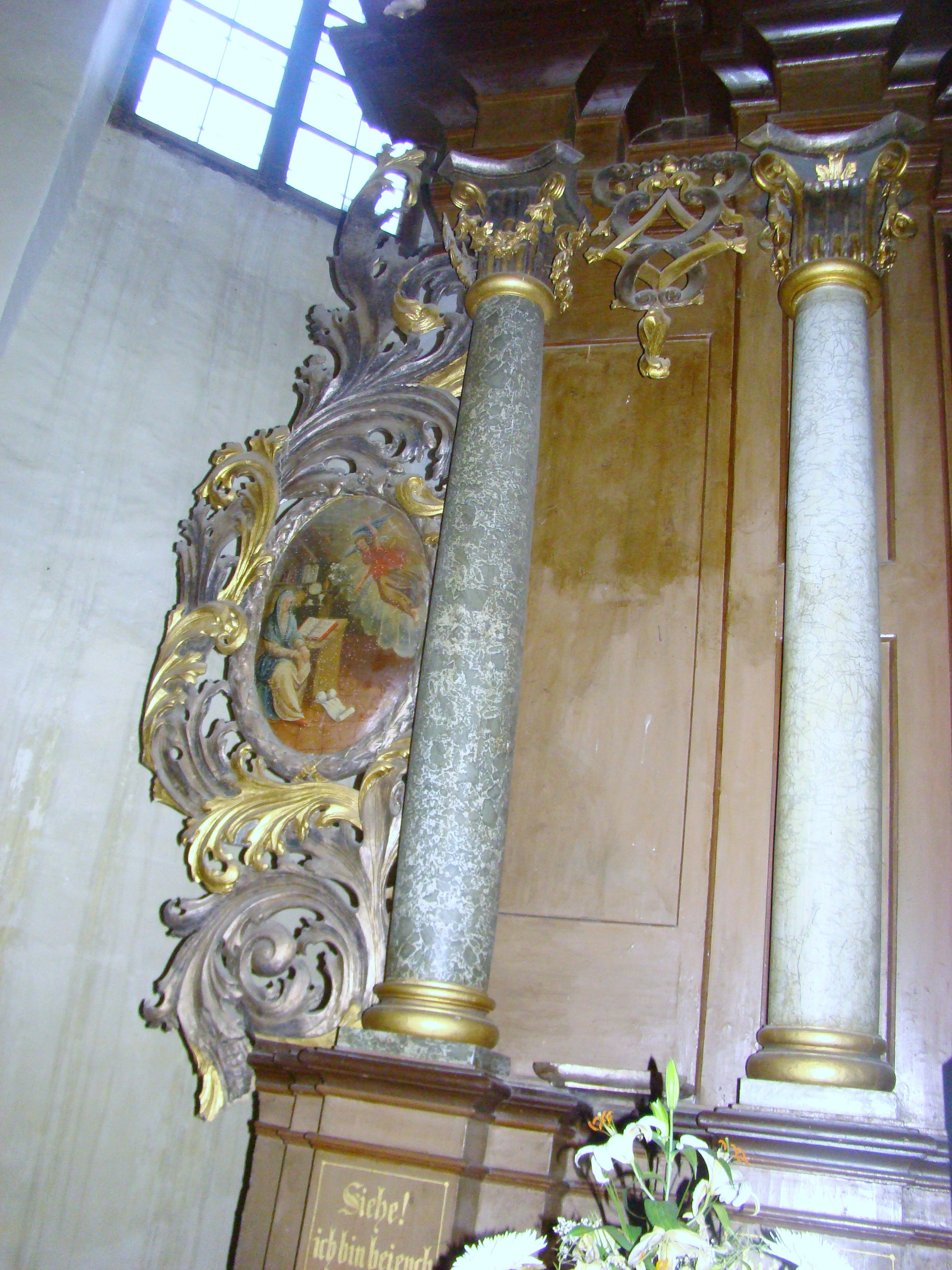
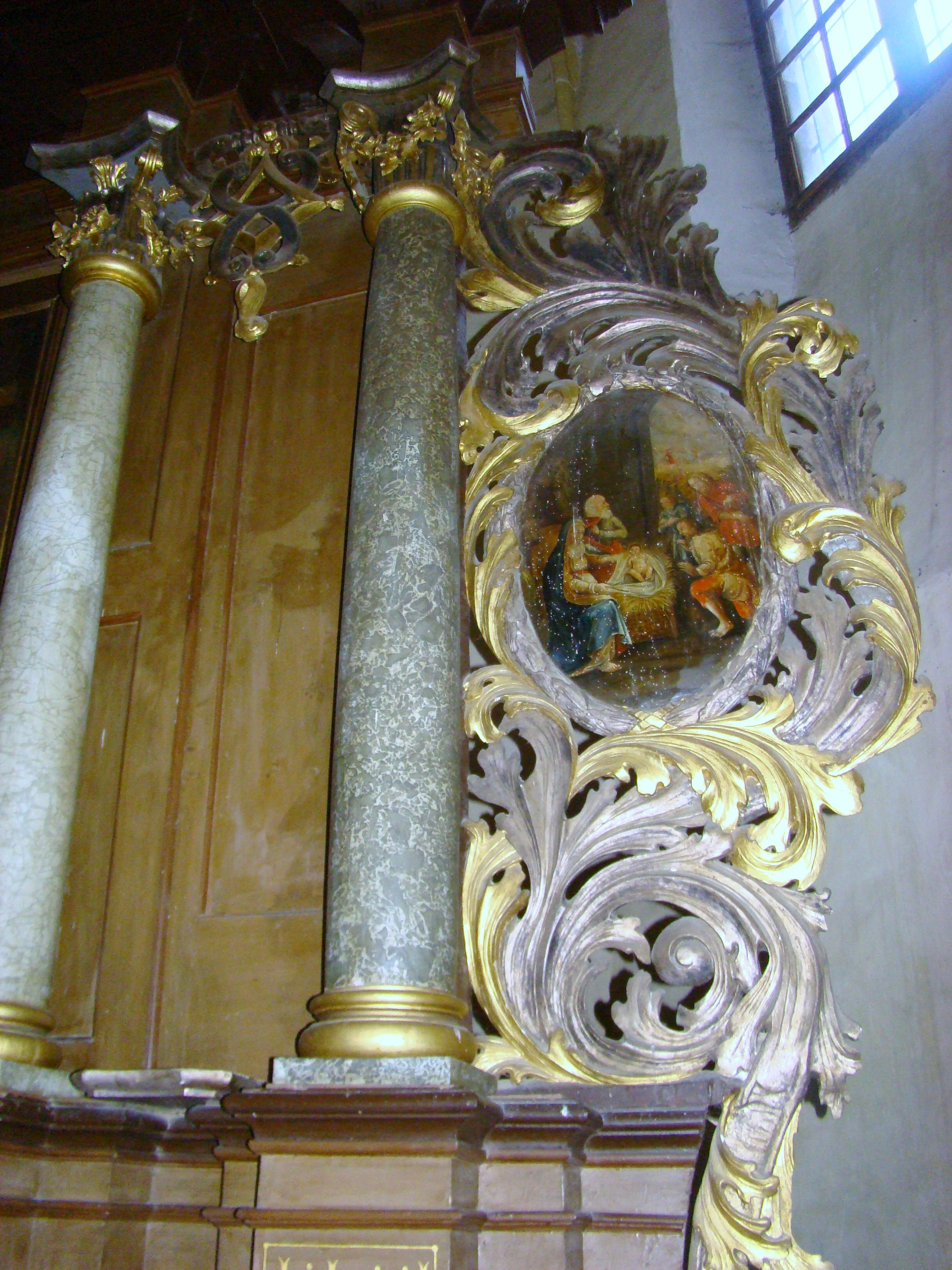
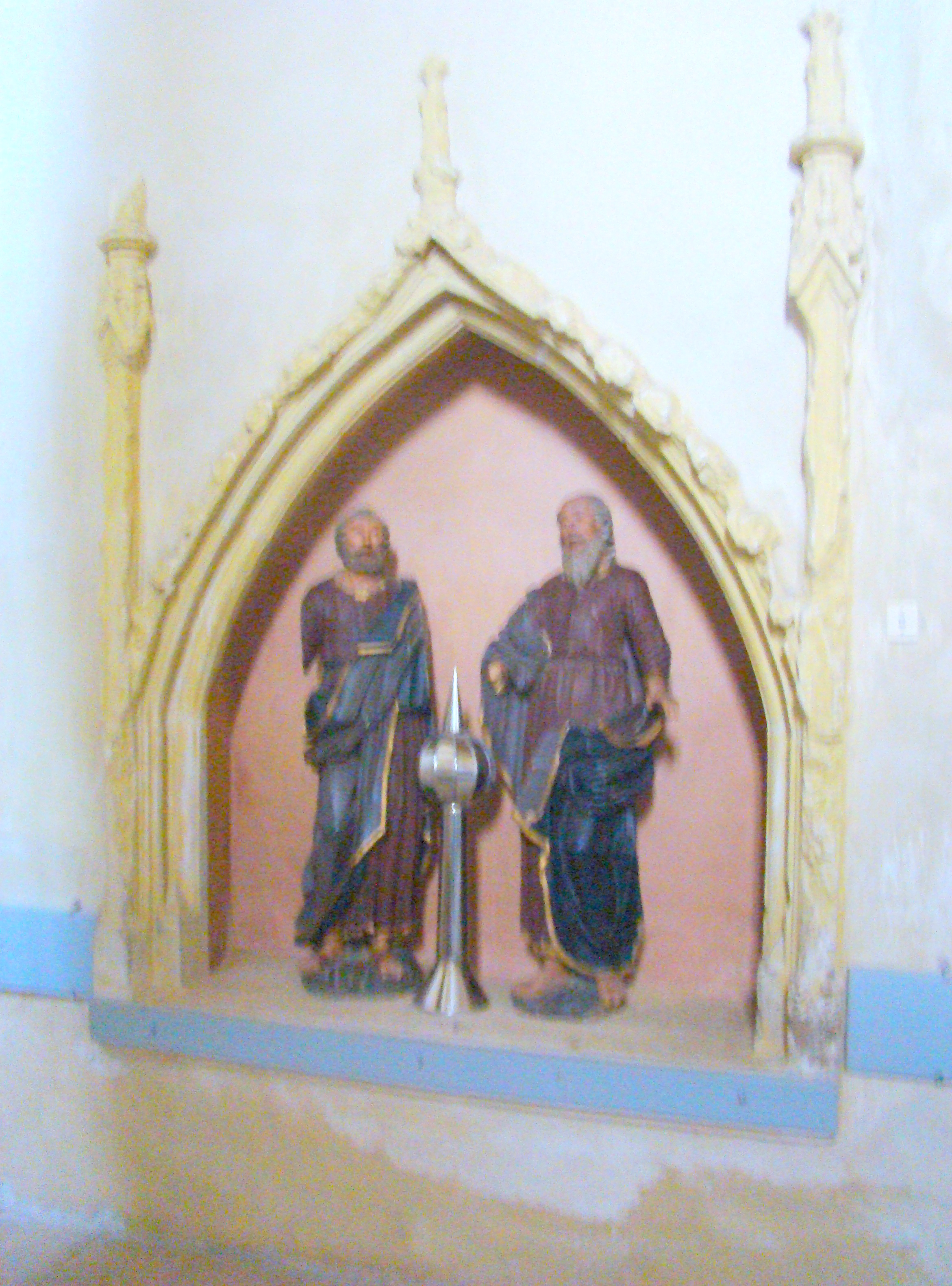
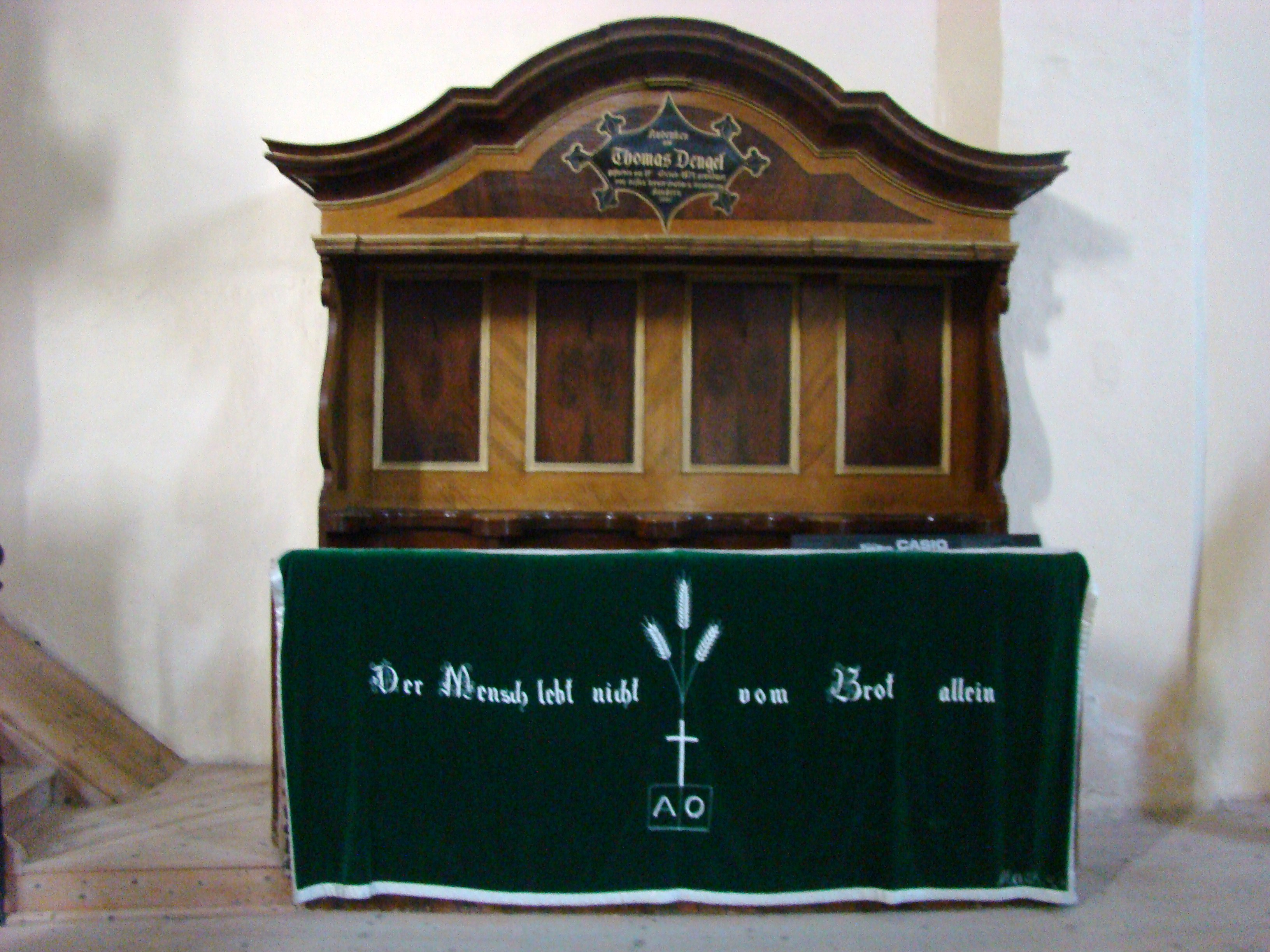
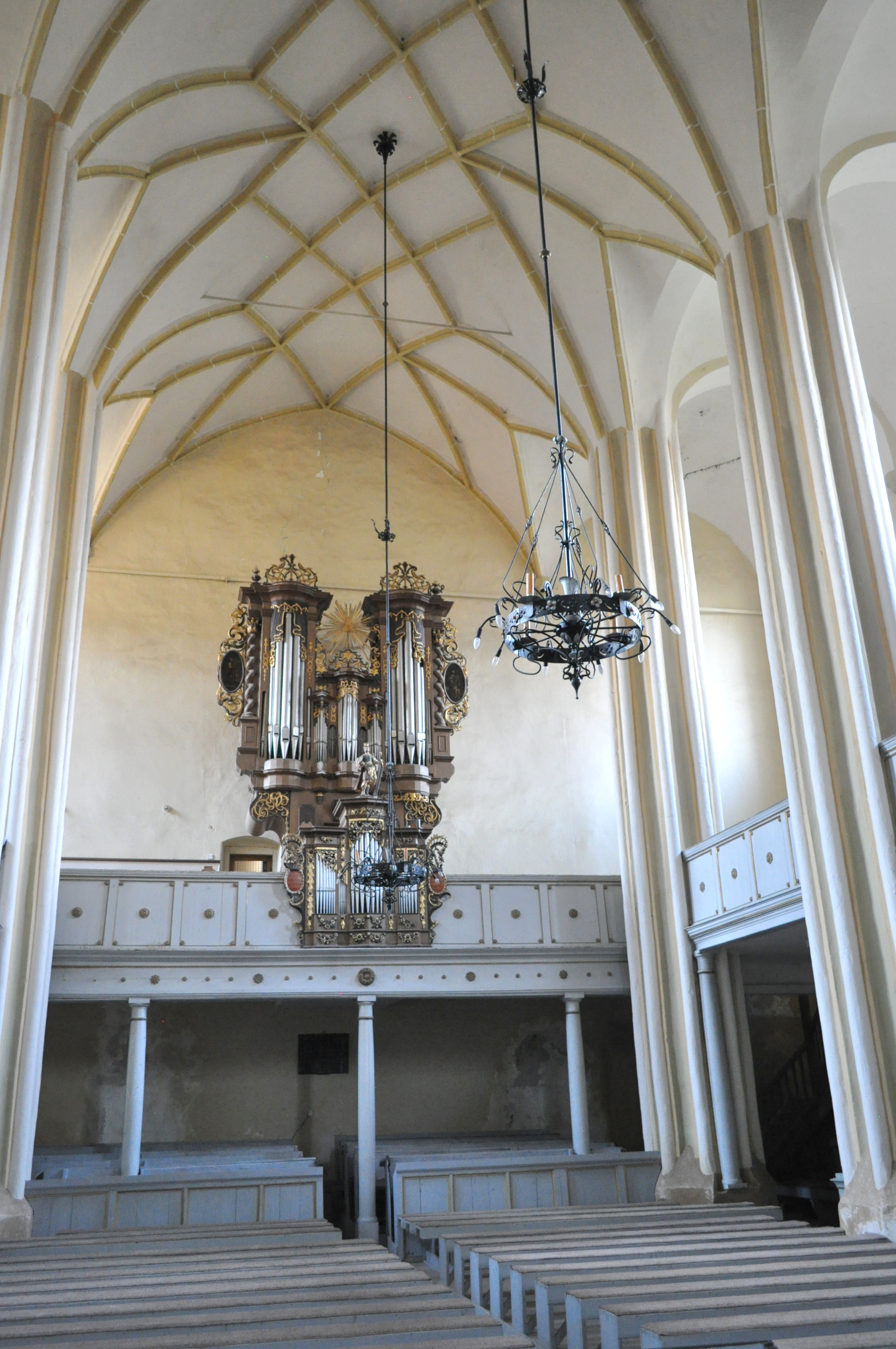
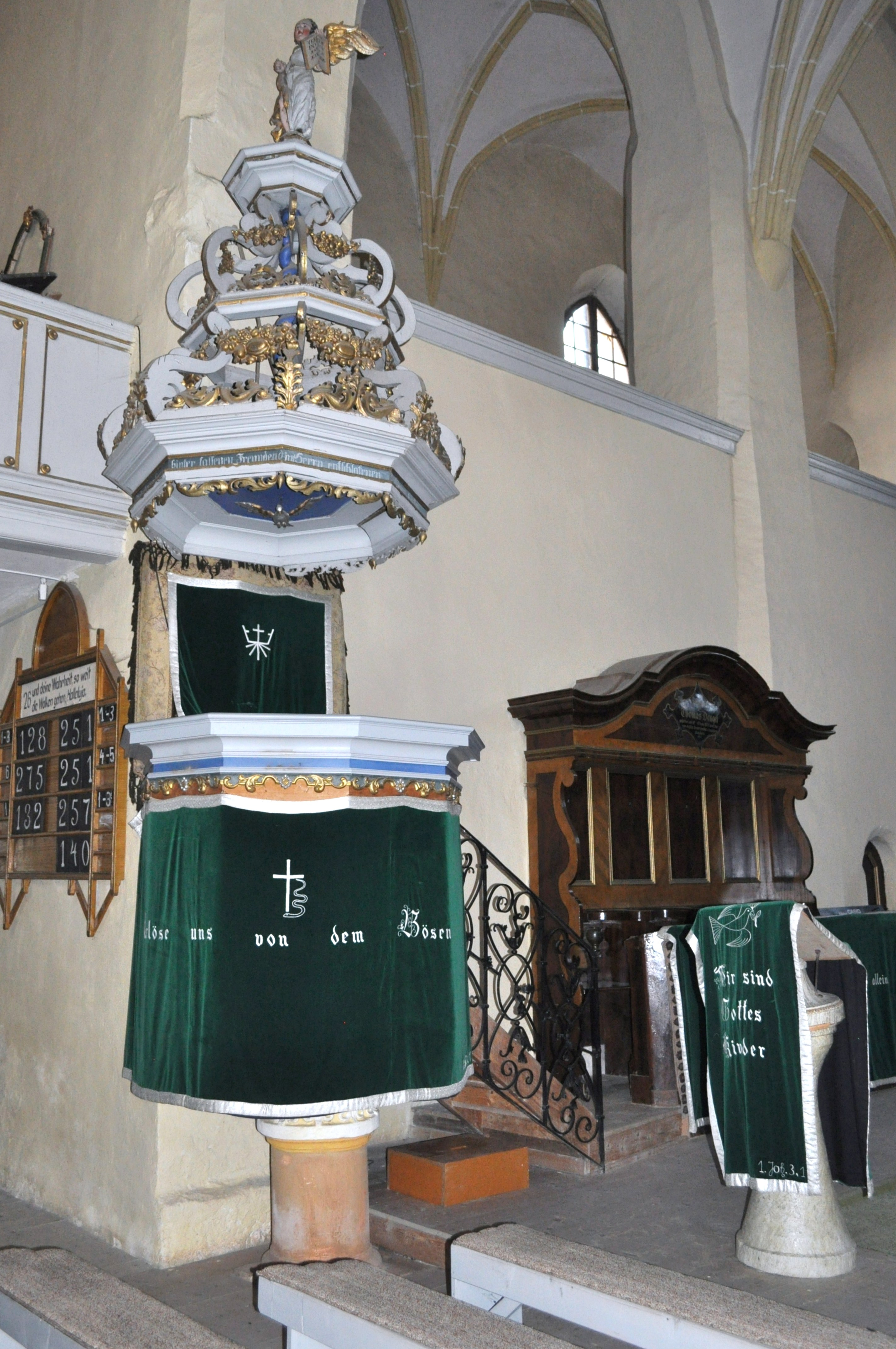